# Pfalz (Region)

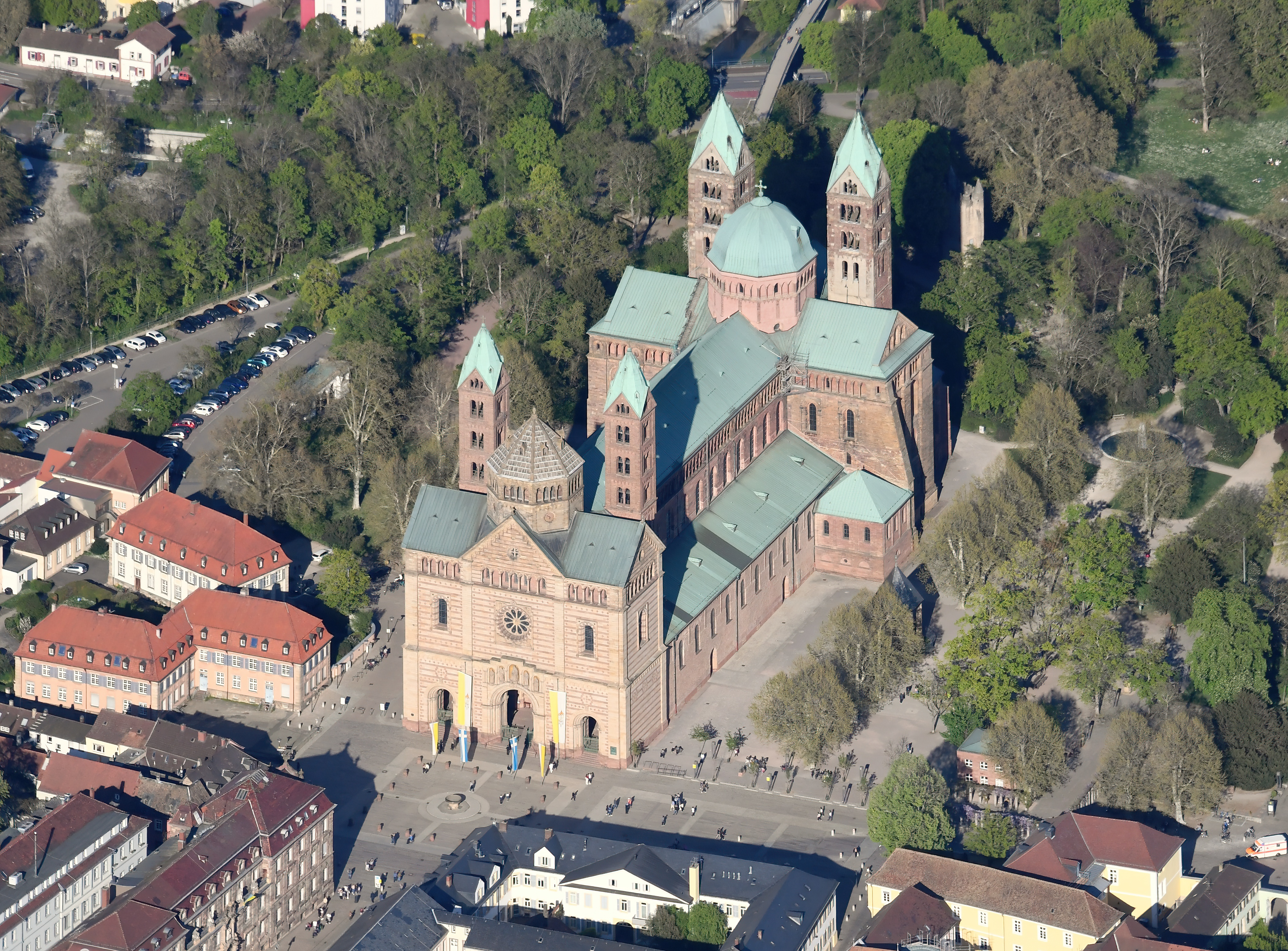
UNESCO-Weltkulturerbe:
der Kaiserdom zu Speyer

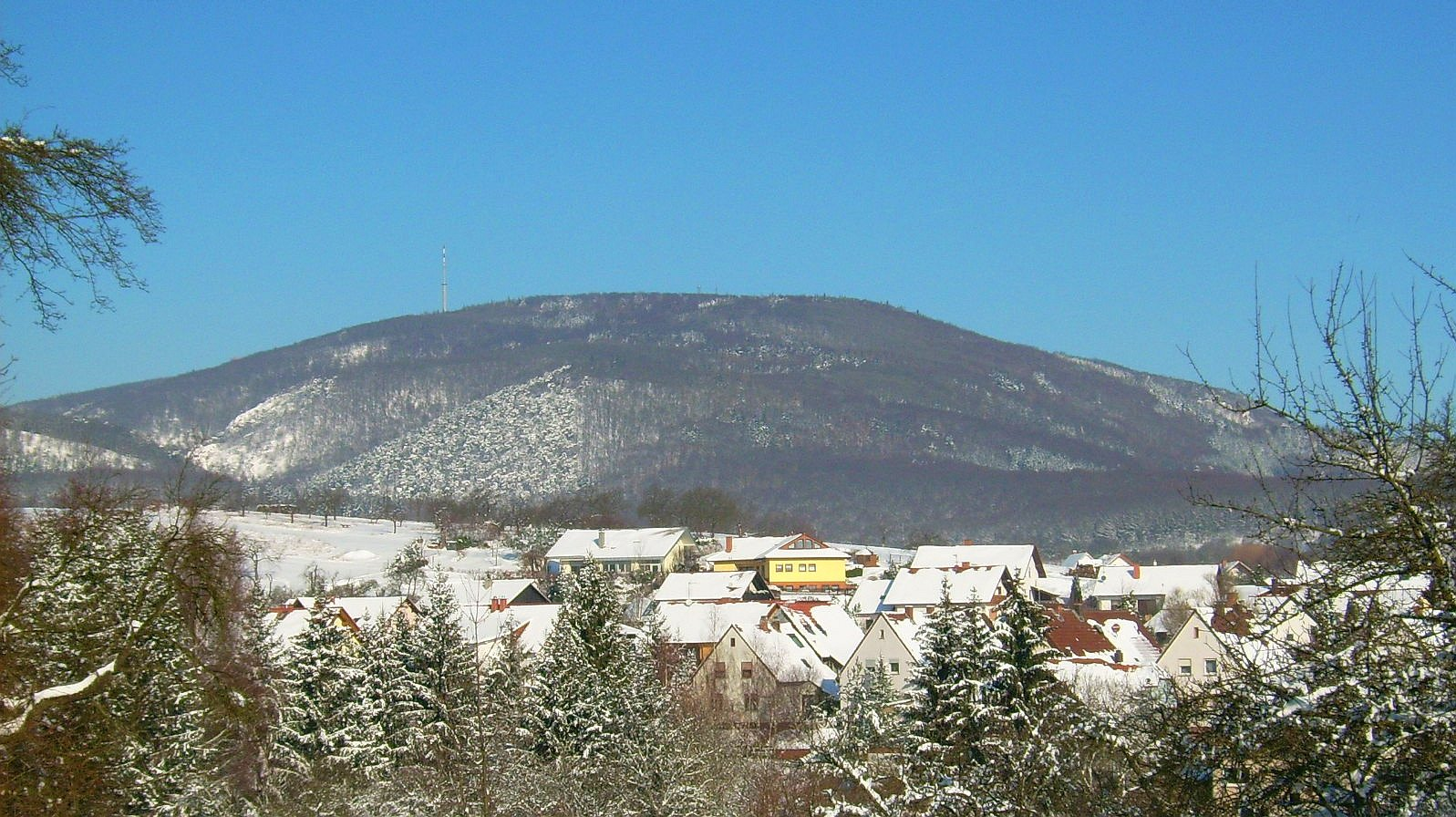
Höchster Berg der Pfalz:
der Donnersberg

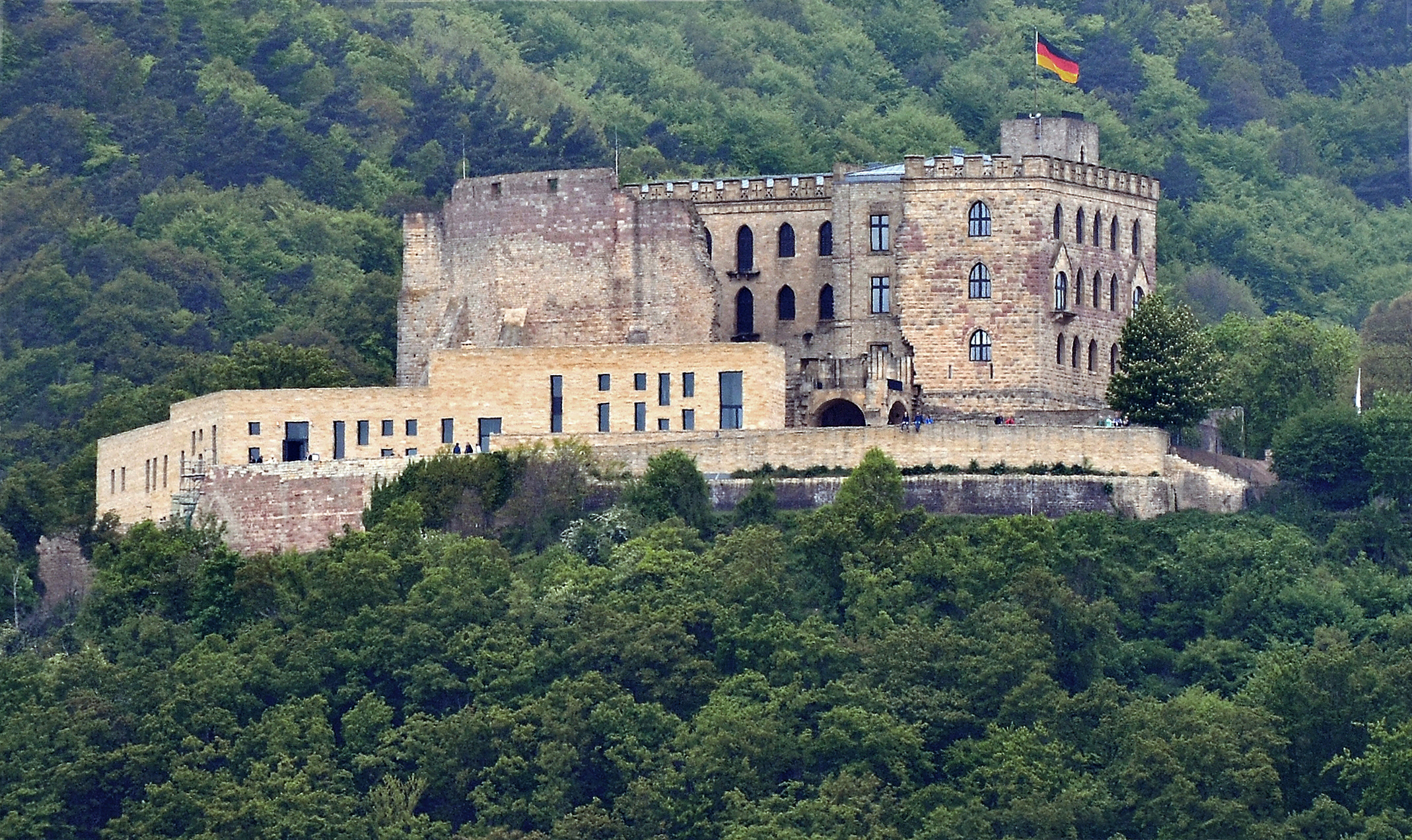
Symbol des 1832er Freiheitsfestes:
das Hambacher Schloss

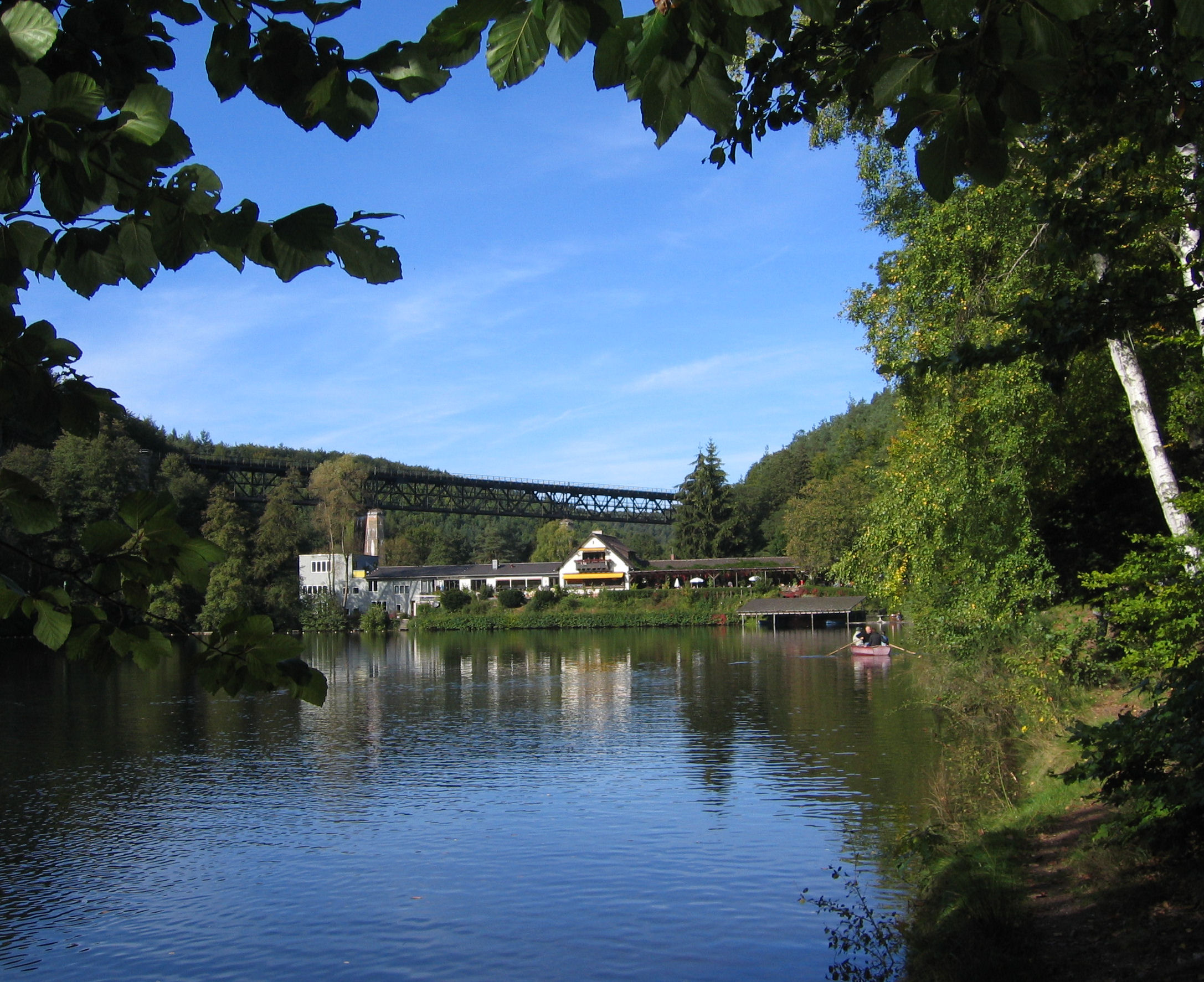
Naturpark Pfälzerwald:
der Eiswoog

Die Pfalz ist eine Region im Süden des Landes Rheinland-Pfalz in Südwestdeutschland. Sie hat seit der Abtrennung der Saarpfalz 1919 eine Fläche von 5451,13 km² und heute etwa 1,4 Millionen Einwohner.

## Geographie
Im Westen grenzt die Pfalz an das Saarland, im Nordwesten an den Hunsrück, nordöstlich an das rheinhessische Alzeyer Hügelland, die östliche Grenze zu Hessen und Baden (inkl. der heutigen Region Kurpfalz) bildet der Rhein, und im Süden erstrecken sich die französischen Landschaften Elsass und Lothringen.
Der zum Biosphärenreservat Pfälzerwald-Vosges du Nord gehörende Pfälzerwald bedeckt ein Drittel der Region und ist mit 1771 km² eines der größten zusammenhängenden Waldgebiete Deutschlands. Der höchste Berg der Pfalz ist der im Nordpfälzer Bergland gelegene Donnersberg (687 m ü. NHN); der mit 87,3 m tiefste Punkt liegt auf der Gemarkung der Stadt Frankenthal und befindet sich nur wenige hundert Meter vom Rhein entfernt.
Gewässer machen lediglich 1,26 % der Fläche der Pfalz aus. 61 % davon liegen in den am Rhein gelegenen Städten und Kreisen; hier ist die Landschaft stark von Altrheinarmen und Baggerseen geprägt. Die Wasserscheide zwischen Mosel und Oberrhein verläuft inmitten des Pfälzerwalds etwa von Südsüdwest nach Nordnordost. Die nach Osten entwässernden großen Wasserläufe – Lauter (am Oberlauf Wieslauter), Queich und Speyerbach – fließen direkt zum Oberrhein. Der Schwarzbach fließt nach Westen; sein Wasser erreicht über Blies, Saar und Mosel den Mittelrhein. Der Glan tritt im Westen in die Pfalz ein und fließt in nordöstlicher Richtung durch das Nordpfälzer Bergland. Bei Meisenheim verlässt er die Pfalz (in den seit 1969 bestehenden Grenzen) wieder und mündet in die Nahe. Mit anteiligen 68 km auf Pfälzer Boden ist der Glan nach dem Grenzfluss Rhein (gut 80 km) der zweitlängste Wasserlauf der Region. Auch die Alsenz entwässert ein größeres Gebiet im Norden der Pfalz über die Nahe zum Rhein.

### Geographisch-naturräumliche Einteilung

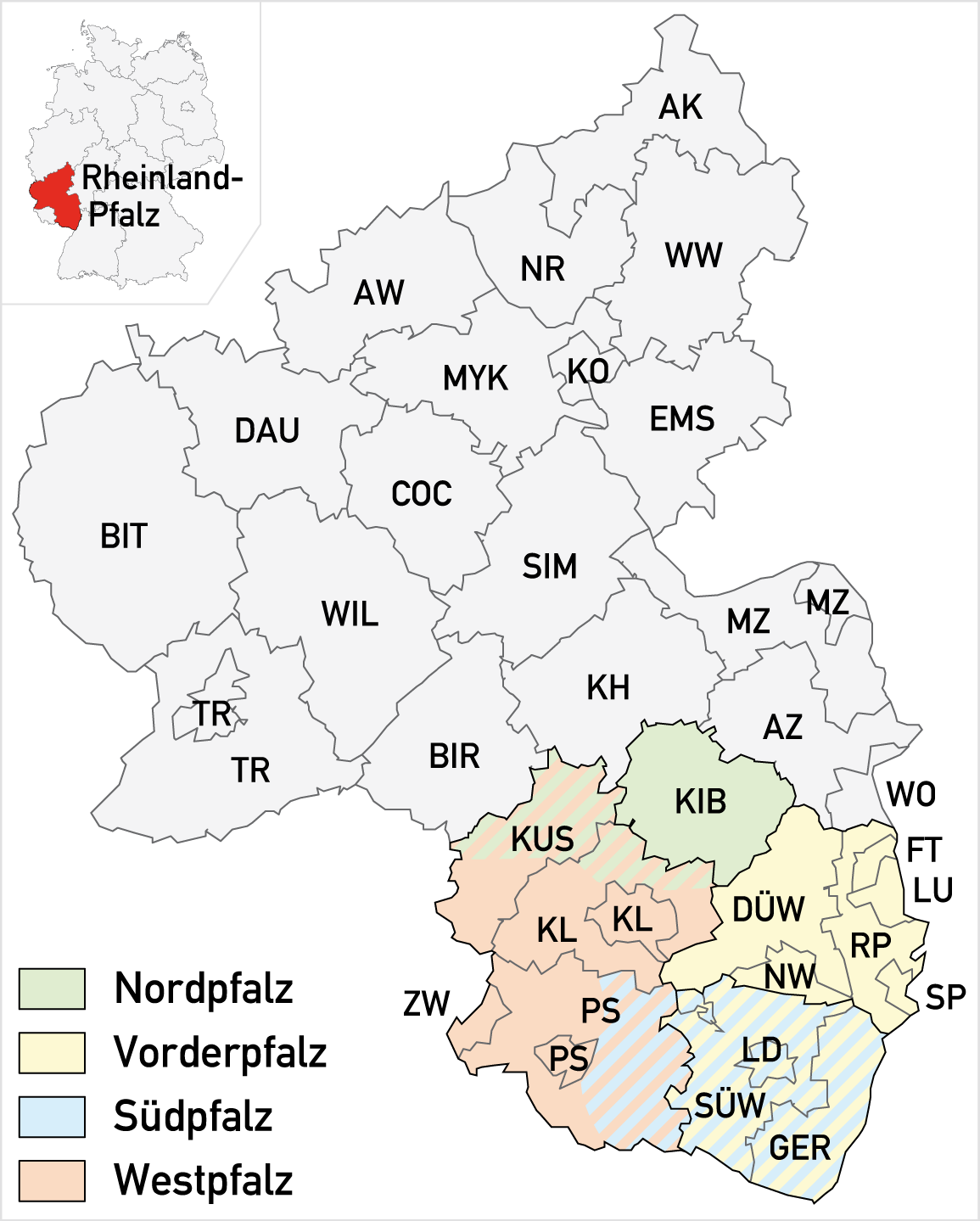
Einteilung der Pfalz in ihrer aktuellen Definition (ohne Saarpfalz, Kurpfalz und die Gemeinden, die bei der Kreisreform 1969 an den Landkreis Bad Kreuznach übergingen)

Geographisch-naturräumlich wird die Pfalz unterteilt in die West- und die Nordpfalz, die beide mehr mittelgebirgsartigen Charakter haben, sowie die Vorder- und die Südpfalz, die überwiegend in der Ebene zwischen dem Oberrhein und der Haardt, dem östlichen Rand des Pfälzerwalds, liegen und dichter besiedelt sind. Den Übergang zwischen Ebene und Gebirge bildet das schmale Hügelland beiderseits der 85 km langen Deutschen Weinstraße, das den größten Teil des pfälzischen Weinbaugebiets ausmacht. Zwischen den nachstehend aufgeführten naturräumlichen Teilen der Pfalz erstreckt sich das Pfälzerwald genannte Mittelgebirge.

#### Westpfalz
Die Westpfalz umfasst die Westricher Hochfläche, die Westpfälzische Moorniederung und den Westteil des Nordpfälzer Berglands. Ganz oder teilweise in der Westpfalz liegen die Landkreise Kaiserslautern (Verwaltungssitz Kaiserslautern), Kusel und Südwestpfalz (Verwaltungssitz Pirmasens); die kreisfreien Städte in der Westpfalz sind Kaiserslautern, Pirmasens und Zweibrücken.

#### Nordpfalz
Die Nordpfalz ist ein hügeliges bis bergiges Land, das gänzlich innerhalb des Nordpfälzer Berglands liegt und vom Massiv des Donnersbergs überragt wird. Sie ist sehr dünn besiedelt, die größten Orte Eisenberg, Kirchheimbolanden und Rockenhausen haben jeweils weniger als 10.000 Einwohner. Einziger Landkreis ist der Donnersbergkreis (Verwaltungssitz Kirchheimbolanden), der 1969 durch Zusammenlegung der vorherigen Landkreise Kirchheimbolanden und Rockenhausen geschaffen wurde.

#### Vorderpfalz
Als Vorderpfalz wird der östlich vor der Haardt in der Rheinebene liegende nordöstliche Landesteil bezeichnet. Ganz oder teilweise in der Vorderpfalz liegen der Landkreis Bad Dürkheim und der Rhein-Pfalz-Kreis (Verwaltungssitz Ludwigshafen). Die kreisfreien Städte in der Vorderpfalz sind Frankenthal (Pfalz), Ludwigshafen am Rhein, Neustadt an der Weinstraße und Speyer. In der Vorderpfalz liegt auch das bevölkerungsreichste Dorf Deutschlands, Haßloch, das rund 20.000 Einwohner hat. Die Vorderpfalz endet im Norden an der südlichen Stadtgrenze von Worms, das in Rheinhessen liegt.

#### Südpfalz
Die Südpfalz besteht aus einem ebenfalls östlich vor der Haardt in der Rheinebene liegenden flachen Landesteil im Südosten sowie dem Südteil des Pfälzerwalds, der identisch ist mit dem deutschen Nordteil des Wasgaus. Ganz oder teilweise in der Südpfalz liegen die Landkreise Germersheim und Südliche Weinstraße (Verwaltungssitz Landau) sowie der Ostteil des Kreises Südwestpfalz. In der Südpfalz liegt auch die kreisfreie Stadt Landau in der Pfalz.

### Touristische Einteilung
Abweichend von der geographisch-naturräumlichen Untergliederung teilt die Tourismusbranche die Pfalz in vier Regionen ein und verwendet auch eigene Schöpfungen bei Namen und Schreibweise:

#### Urlaubsregion Pfälzer Bergland

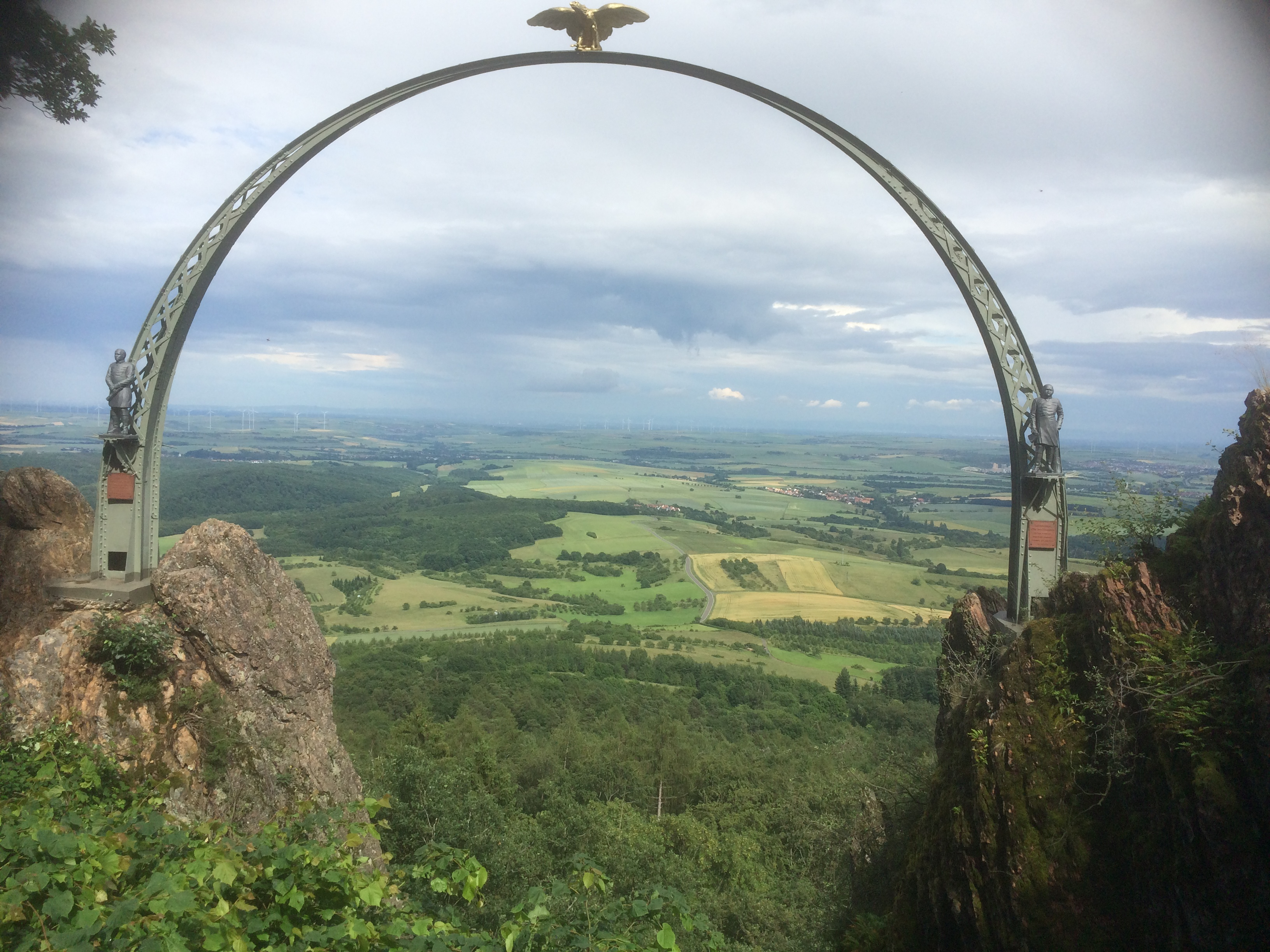
Adlerbogen auf dem Donnersberg

Die „Urlaubsregion Pfälzer Bergland“ ist weitgehend mit dem Nordpfälzer Bergland identisch. Das touristische Zentrum ist der höchste Berg der Pfalz, der Donnersberg, der schon in keltischer Zeit besiedelt war und auf dem die Überreste einer großen Keltensiedlung zu besichtigen sind. Ein Keltendorf als touristische Attraktion wurde im nahen Steinbach nachgebaut.
Heute sind auf alten Höfen oft Gaststätten und Pensionen entstanden, die besonders für den Familienurlaub geeignet sind. Für den Tourismus interessant ist auch die 40 km lange Draisinenstrecke der Glantalbahn, die vom pfälzischen Altenglan bis ins Nahetal führt. Ein gutes Wander- und Radwegenetz ist in den letzten Jahrzehnten geschaffen worden, insbesondere im Gebiet von Donnersberg und Potzberg.
An den Südhängen des Zellertals im Osten der Urlaubsregion wird Wein angebaut. In dem eigentlichen, eher kargen und dünn besiedelten Bergland spielte und spielt die Land- und Weidewirtschaft eine wichtige Rolle. Die Menschen waren früher relativ arm, nicht wenige wanderten aus. Häufig zogen Wandermusikanten aus dem Kuseler Musikantenland durch Deutschland oder gelangten bis in die USA.

#### Naturpark Pfälzerwald

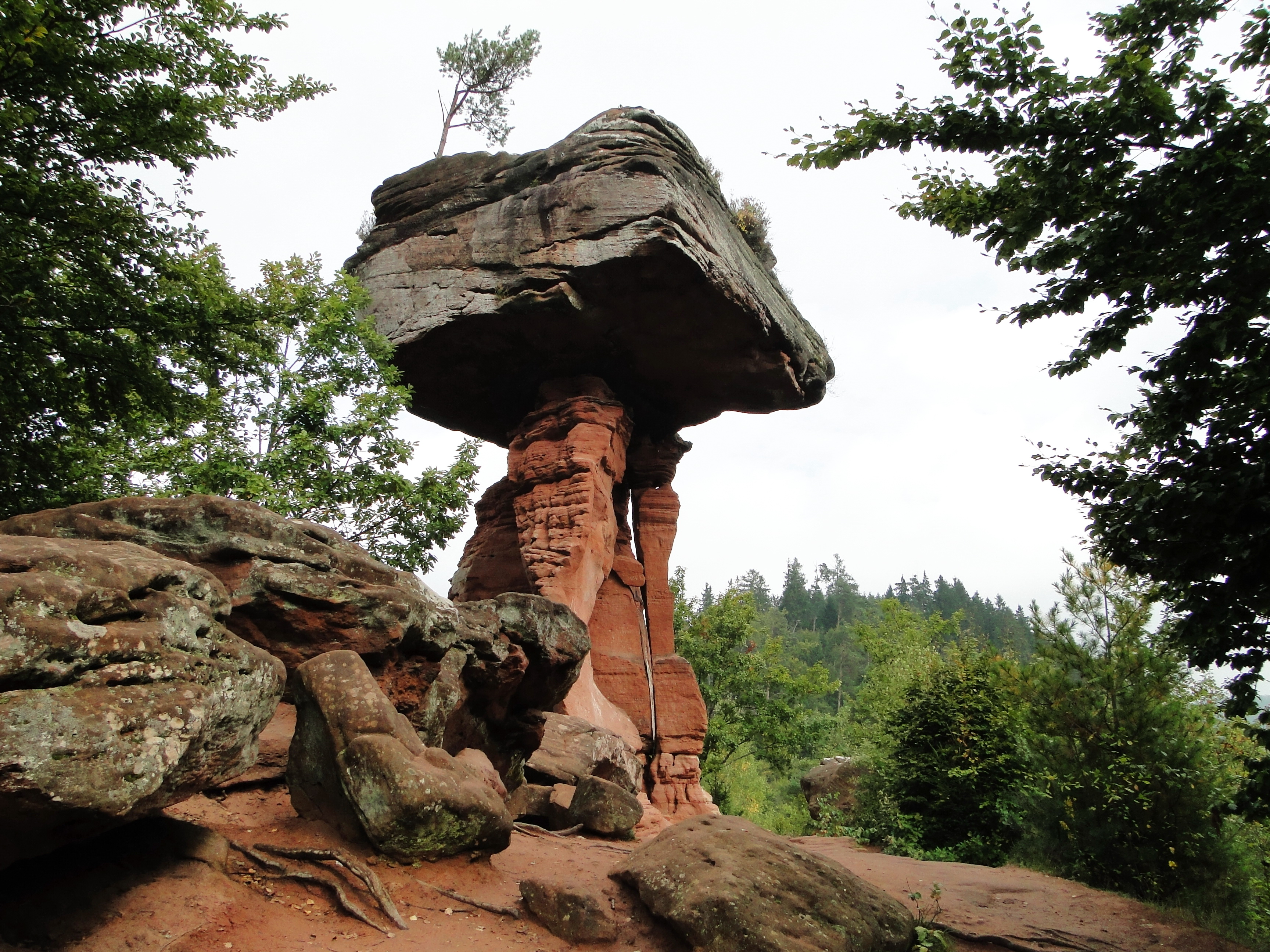
Naturdenkmal Teufelstisch

Der „Naturpark Pfälzerwald“ ist größtenteils mit dem auf Buntsandsteinboden befindlichen Pfälzerwald identisch; letzterer stellt das größte zusammenhängende Waldgebiet Deutschlands dar und gab dem Naturpark den Namen. Er ist durchzogen von Wander- und Fahrradrouten zu kleinen Dörfern, Gehöften, Gasthöfen und Wanderhütten, die in ihrer Mehrzahl unter der Bezeichnung Pfälzerwaldhütten-Kultur Bestandteil des Immateriellen Kulturerbes in Deutschland der deutschen UNESCO-Kommission sind.
Viele Berge im Pfälzerwald werden von Burgruinen gekrönt; die ehemals bedeutsame Reichsburg Trifels beispielsweise ist von einem Ring von Schutzburgen umgeben. Der Berwartstein des Ritters Hans von Trotha ist teilrestauriert und bewohnt.
Der Süden des Pfälzerwalds wird vom deutschen Nordteil des Wasgaus gebildet. Dort zeichnet sich vor allem das Dahner Felsenland durch zahlreiche zum Sportklettern geeignete Felsformationen aus. Im Norden sind die Erhebungen flacher, es gibt Hochebenen und ausgedehnte Mischwälder.

#### Ferienregion Deutsche Weinstraße

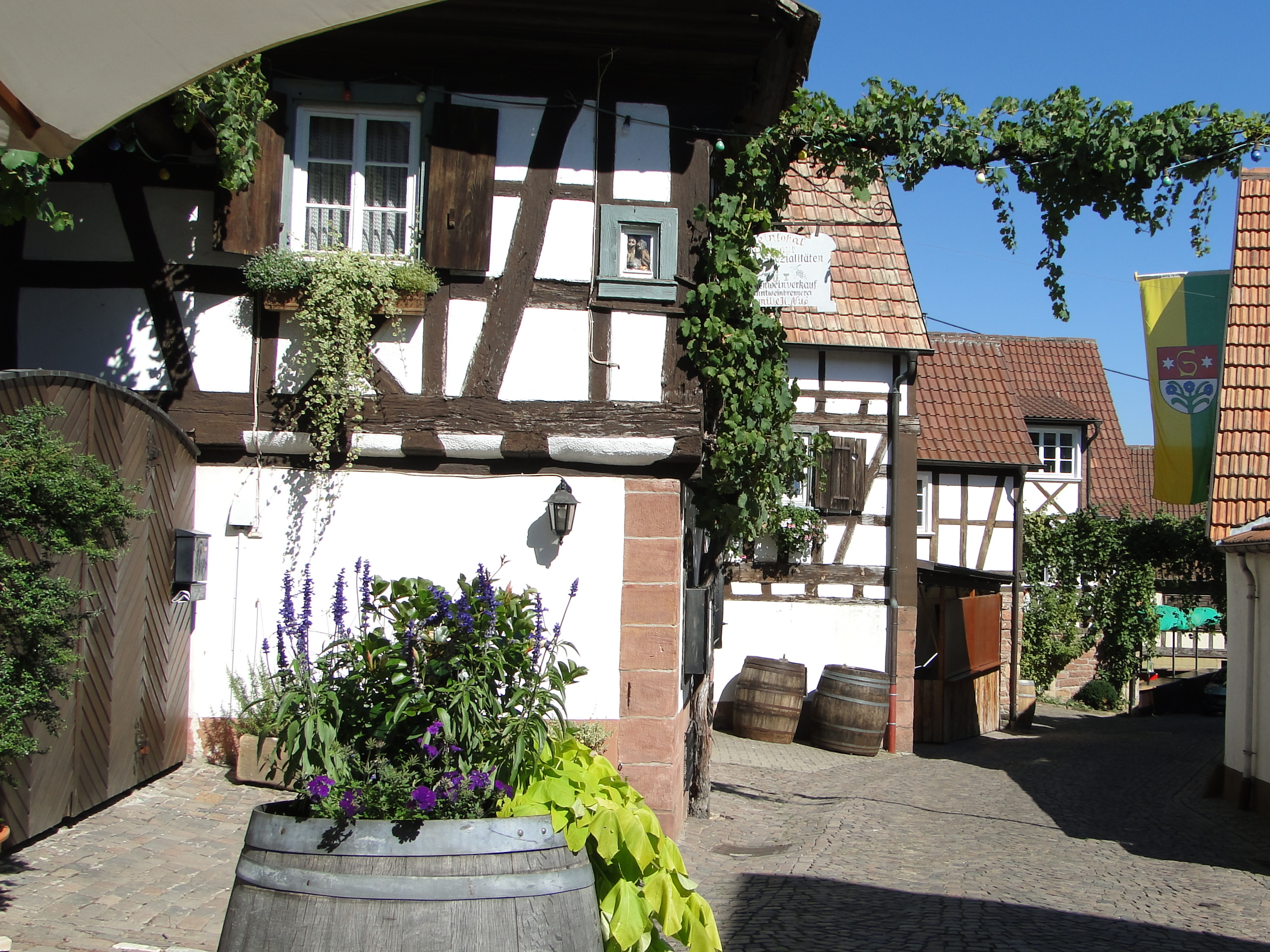
Winzergasse in Gleiszellen-Gleishorbach

Die „Ferienregion Deutsche Weinstraße“ umfasst das mit Reben bepflanzte Hügelland an der Deutschen Weinstraße, zu dem im Westen noch die Berge der Haardt und im Osten auch ein etwa 10 km tiefer Streifen der Rheinebene hinzugenommen werden. Die Weinstraße beginnt im Norden beim Winzerdorf Bockenheim. Der nördliche Abschnitt der Weinstraße zieht sich durch das Leiningerland mit dem Burgdorf Neuleiningen und seinem mittelalterlichen Ortskern über die Urlaubsregion Freinsheim bis zur Kreis- und Kurstadt Bad Dürkheim, wo im September der Dürkheimer Wurstmarkt stattfindet, das größte Weinfest der Welt. Am mittleren Teil der Weinstraße, der früher Mittelhaardt genannt wurde, liegen traditionsreiche Weinorte wie Wachenheim, Forst und Deidesheim. Die Mittelhaardt endet in Neustadt, dem Zentrum der Weinstraße, wo man alljährlich Ende September/Anfang Oktober das Deutsche Weinlesefest feiert, auf dem traditionell die Deutsche Weinkönigin gekürt wird. Südlich davon beginnt der Teilabschnitt Südliche Weinstraße, der sich über Landau bis zum südlichen Ende am Deutschen Weintor in Schweigen-Rechtenbach hinzieht, wo die Deutsche Weinstraße an der deutsch-französischen Grenze in unmittelbarer Nähe zur elsässischen Kleinstadt Wissembourg endet.

#### Urlaubsregion Rheinebene

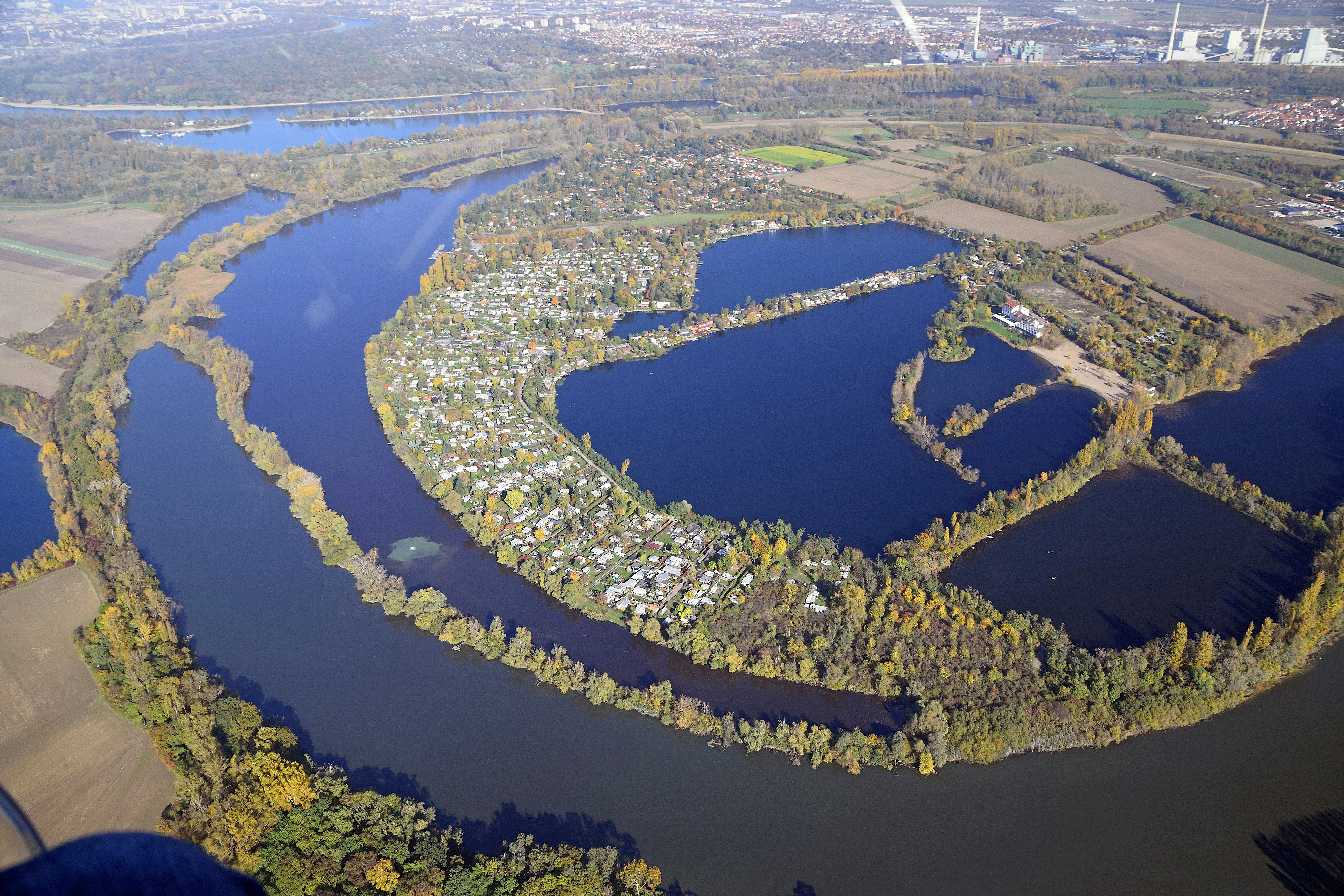
Naherholungsgebiet Blaue Adria

Die „Urlaubsregion Rheinebene“ ist im Westen um die der „Ferienregion Deutsche Weinstraße“ zugerechneten Gebietsanteile verkleinert. Das pfälzische (westliche) Ufer des Rheins war ursprünglich eine Auenlandschaft mit kleinen Seen und typischen Auwäldern. Im Norden bei Ludwigshafen prägen jedoch große Industrieanlagen, z. B. die der BASF, das Bild, während in der Ebene westlich davon ausgedehnte Gemüsefelder vorherrschen. Südlich des Ludwigshafener Hafengebiets beginnt bei Altrip ein Naherholungsgebiet um die Blaue Adria.
Touristischer Höhepunkt der Region ist die Stadt Speyer, eine der ältesten Städte Deutschlands und seit dem 5. Jahrhundert Bischofssitz; der Kaiserdom steht auf der Liste des UNESCO-Weltkulturerbes. Südlich der Festungsstadt Germersheim und der industriell geprägten Region von Wörth am Rhein finden sich bis zur französischen Grenze hin wieder Auwälder.
Im Interesse des Tourismus haben sich die südpfälzischen Landkreise und Städte mit Baden und Nordelsass zum Zweckverband Eurodistrikt PAMINA zusammengeschlossen und z. B. den Pamina-Rheinpark geschaffen. Dieser Naturpark erstreckt sich links- und rechtsrheinisch von Leimersheim in der Pfalz bis Drusenheim im Elsass. Im Westen des pfälzischen Teils des Pamina-Rheinparks gehen die Auwälder in den großen Bienwald über, der sich an der elsässischen Grenze entlang in westlicher Richtung bis fast nach Wissembourg erstreckt.

### Klima

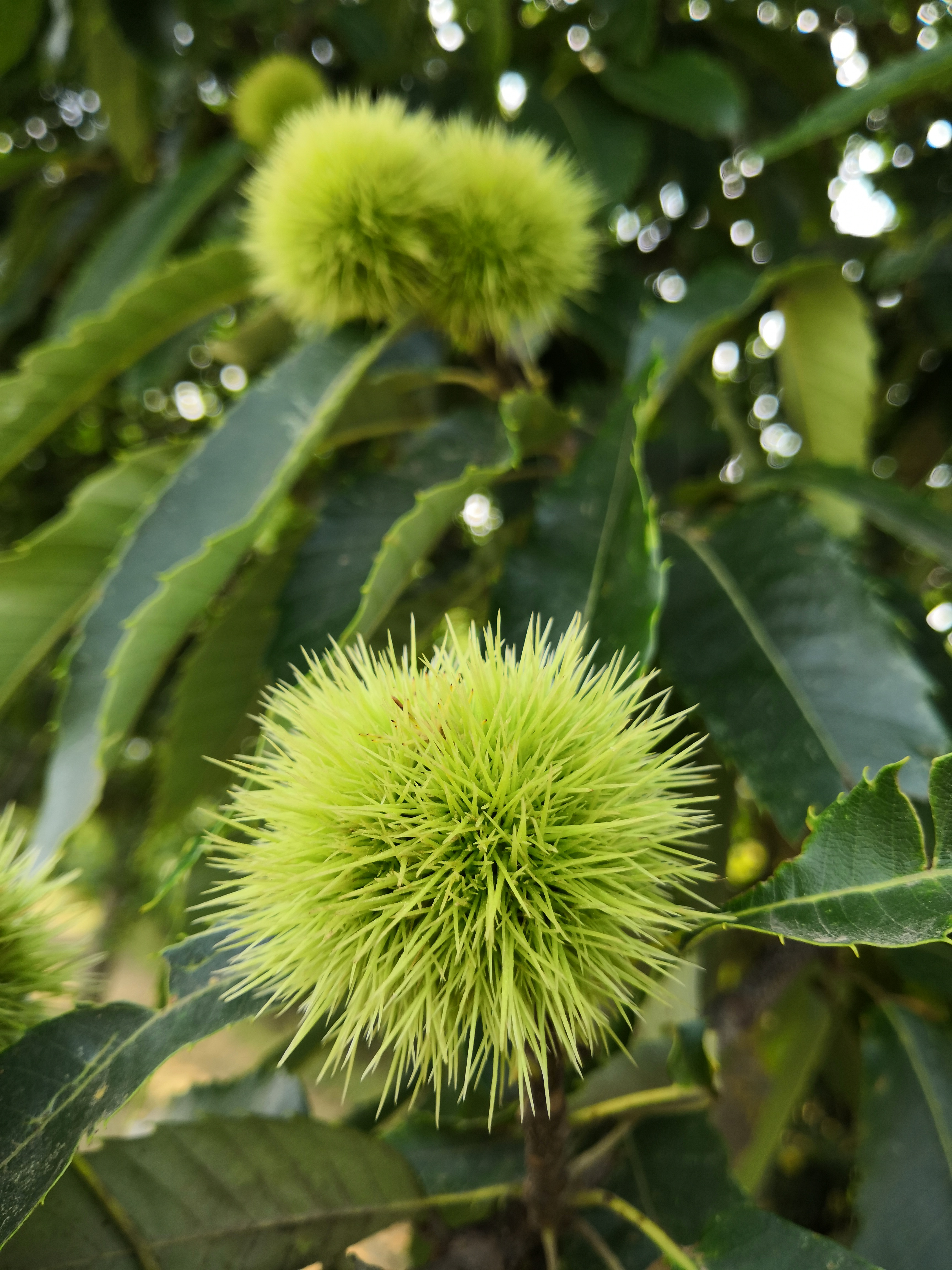
Edelkastanie

Die Pfalz zeichnet sich durch ein gemäßigtes, humides Klima aus, das überwiegend vom Atlantik her bestimmt wird. Die mittlere Jahrestemperatur beträgt gut 10 °C. Von Westen oder Südwesten einfließende feuchte Luftmassen steigen in den Mittelgebirgslagen der West- und Nordpfalz auf, was dort ergiebige Niederschläge bewirkt. Östlich des Pfälzerwalds, am Haardtrand und in der Rheinebene, sinkt die Luft wieder ab, erwärmt sich und wird dabei recht trocken.
Das milde Klima zwischen Pfälzerwald und Rhein ermöglicht es, auch kälteempfindliche Gewächse im Freiland anzupflanzen. So verbreiten manche Orte entlang der Deutschen Weinstraße durch Mandelbäume, Essfeigen, Pinien, Zypressen, Hanfpalmen, einige winterharte Kakteenarten und bestimmte Bananensorten ein mediterran anmutendes Flair. Am Rande des Pfälzerwalds, zu den Weinbergen und zur Rheinebene hin, gibt es ausgedehnte Wälder von Edelkastanien.
Wegen der an den Süden erinnernden Pflanzen und des sanfthügeligen Landschaftsbildes werden Vorder- und Südpfalz in der Werbebranche gerne als die „deutsche Toskana“ bezeichnet.

## Geschichte

### Name
Der Name leitet sich von dem römischen Hügel Palatin ab, auf dem in der Antike der Palast des Kaisers stand. Eine Pfalz (lateinisch palatium) bezeichnete im Mittelalter einen temporären Verwaltungssitz, an dem der Monarch Station machte, wenn er sein Herrschaftsgebiet bereiste. Die Verwaltung einer solchen Pfalz oblag einem Pfalzgrafen (lateinisch comes palatinus). Den Pfalzgrafen bei Rhein kam schon früh eine herausragende Stellung zu, da der südwestdeutsche Raum zu den Stammlanden der damals herrschenden Adelsgeschlechter, vor allem der Karolinger, Salier und Staufer, gehörte. Später wurde die Bezeichnung Pfalz auf das ganze vom Amtsinhaber verwaltete Gebiet übertragen. Erst nach der Aufteilung im frühen 19. Jahrhundert wurde das rechtsrheinische (badisch gewordene) Gebiet als Kurpfalz und die linksrheinische als bayerische Pfalz bezeichnet.

### Kelten, Römer und Germanen
Während des 1. Jahrtausends v. Chr., in der Latènezeit, war das Gebiet der heutigen Pfalz von Kelten bewohnt. Um 50 vor Chr. eroberten römische Truppen im Gallischen Krieg linksrheinische Gebiete und förderten die Ansiedlung von Germanen. Die Römer wurden im 5. Jahrhundert durch eindringende Germanen vom Stamm der Alemannen abgelöst. Um 506/507 besiegten die Franken die Alemannen.

### Vom Mittelalter bis zum Ende des Alten Reiches

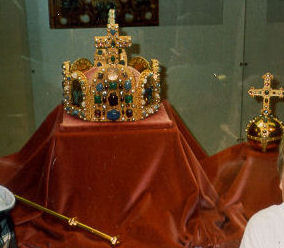
13. Jahrhundert: Reichskleinodien auf der Reichsburg Trifels

Im Mittelalter wurden im pfälzischen Raum zahlreiche Burgen gebaut. Damals zählten weite Teile der Pfalz zu den Stammlanden der zunächst karolingischen, später salischen und staufischen Kaiser, bis die anfänglich personengebundenen Lehen erblich wurden. Der Trifels bei Annweiler, ab 1113 Reichsburg Trifels, beherbergte bis 1298 mehrmals und über längere Zeit die Reichskleinodien; sie war damit eine der wichtigsten Burgen im gesamten Reich. Ab 1214 wurde das Adelshaus der Wittelsbacher mit seinen verschiedenen Linien die bestimmende Kraft der Region und stellte bei der Königswahl eine Kurstimme. Der größte Teil der späteren Pfalz gehörte bis 1803 zum wittelsbachischen Kurfürstentum Pfalz bei Rhein, kurz Kurpfalz. Diese führte spätestens seit dem frühen 13. Jahrhundert den Pfälzer Löwen im Wappen.

Pfälzer Löwe

Bis zum Ende des 18. Jahrhunderts bestanden in der Region allerdings mehrere Territorien. Neben den schon genannten linksrheinisch-pfälzischen Gebieten des Pfälzer Kurfürsten waren dies vor allem das für eine wittelsbachische Seitenlinie geschaffene Herzogtum Pfalz-Zweibrücken und das Hochstift Speyer. Das Gebiet um Kirchheimbolanden unterstand dem Haus Nassau. Daneben existierten kleinere reichsgräfliche und ritterschaftliche Territorien (z. B. Leiningen und Sickingen) und nicht zuletzt die Freien Reichsstädte Speyer sowie Landau. Die Kurpfalz (einschließlich ihrer großen rechtsrheinischen Anteile um Mannheim, Heidelberg, Weinheim sowie im Odenwald und an der Bergstraße) wurde noch vor der Französischen Revolution mit dem späteren Königreich Bayern vereinigt, als dort die altbayerische Linie der Wittelsbacher ausstarb und 1777 Kurfürst Carl Theodor aus der Linie Pfalz-Sulzbach das Erbe in München antrat. Die Vereinigung mit dem Herzogtum Pfalz-Zweibrücken wurde dann 1799 vollzogen, als Carl Theodor kinderlos starb und der aus Zweibrücken stammende spätere bayerische König Maximilian als Alleinerbe alle wittelsbachischen Territorien in Deutschland vereinigte. Die Residenzen des ehemaligen kurpfälzische Kernlandes waren im heutigen Nordbaden in den Schlössern Heidelberg, Mannheim und Schwetzingen gewesen. Die geographische Pfalz war damals Teil des deutschlandweiten kurpfälzischen „Flickenteppichs“, ausgenommen die Reichsstädte wie Speyer und Worms, das sogar zweimal ablehnte, kurpfälzische Residenz zu werden.
Während der Reformation trat die Herrscherfamilie der Kurpfalz zum protestantischen, genauer zum calvinistischen Glauben über; erst der aus einer Seitenlinie stammende Philipp Wilhelm brachte 1690 dem Adelshaus den katholischen Glauben zurück. Auf diese Weise bestanden in der historischen Kurpfalz drei Konfessionen – katholische, lutherische und die reformierte (calvinistische) – nebeneinander, was im Alten Reich einen seltenen Ausnahmefall darstellte.
Ebenfalls aus einem konfessionellen Konflikt entstand der Dreißigjährige Krieg (1618–1648), in dem die Pfalz zu den am meisten in Mitleidenschaft gezogenen Territorien überhaupt gehörte und etwa drei Fünftel ihrer Bevölkerung verlor. Dem verwüsteten Land fehlte es danach zum Wiederaufbau vor allem an Menschen. Der aus dem Exil in London zurückgekehrte Kurfürst Karl I. Ludwig versuchte, mittels materieller Anreize die über andere Regionen zerstreuten Pfälzer zurückzuholen, und warb zusätzlich massiv um „Kolonisten“ aus anderen Regionen und Ländern. So gelang es, Bauern und Handwerker aus Frankreich, Holland, England, Schottland und vor allem aus der Schweiz und Tirol in der Pfalz anzusiedeln. Nach Angaben von Helmut Seebach wanderten zwischen 1650 und 1750 circa 30.000 Schweizer in die linksrheinische Pfalz ein. Die Rückwanderer und vor allem die Zuwanderer brachten ihre Kenntnisse und Erfahrungen aus ihren Ländern mit, und die Pfalz erlebte, ähnlich wie das später im großen Stil durch die Kolonisten in Nordamerika geschah, einen beachtlichen Aufschwung. Die Zuwanderer wurden offenbar in relativ kurzer Zeit integriert. Nach diesem Aufschwung wurde die Pfalz jedoch im Pfälzischen Erbfolgekrieg 1689 durch Truppen des französischen Generals Mélac geplündert und zerstört, der den Auftrag seines Kriegsministers Louvois ausführte: „Brûlez le Palatinat!“ („Brennt die Pfalz nieder!“)
In den Jahren 1717 bis 1732 erfuhr die Pfalz ihre bis dahin größte Auswanderungswelle, als etwa 3000 Mennoniten aus religiösen Gründen nach Nordamerika übersiedelten. Viele Nachfahren der ausgewanderten Pfälzer sprechen mit dem Pennsylvania Dutch noch heute eine vorwiegend auf pfälzischen Dialekten aufbauende Sprachvariante, die sie „Mudderschbrooch“, „Pennsilfaanisch Deitsch“ oder einfach „Deitsch“ nennen.

### Französische Zeit

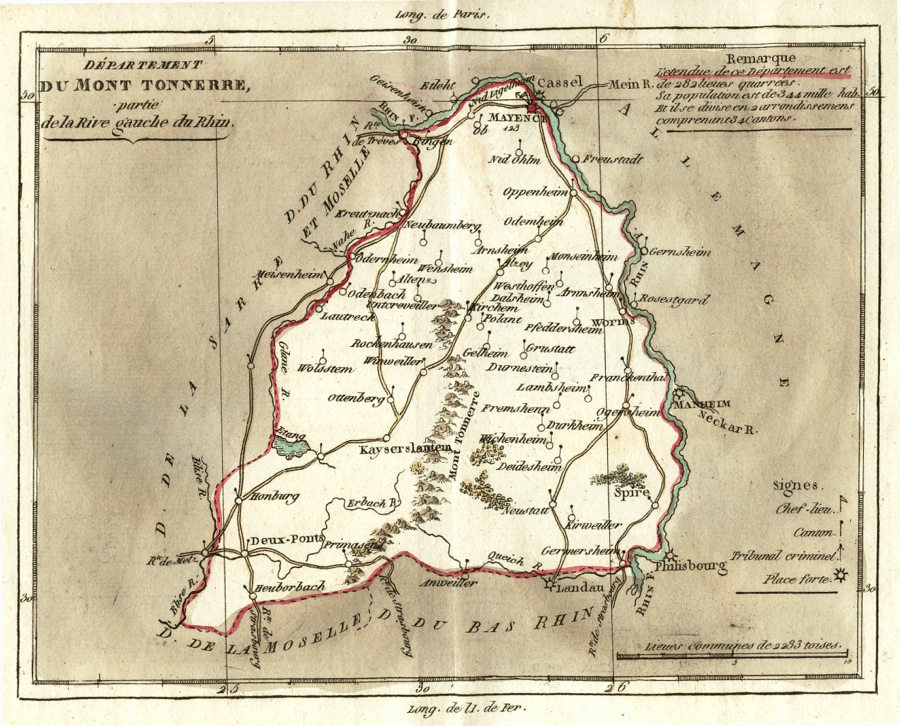
Département du Mont-Tonnerre Anfang des 19. Jahrhunderts

Im Verlauf der französischen Revolutionskriege wurden in den 1790er Jahren die gesamten linksrheinischen Gebiete und damit auch die heutige Pfalz von französischen Truppen besetzt. Über verschiedene Abkommen vom Frieden von Lunéville (1801) bis zum Reichsdeputationshauptschluss (1803) wurde das linksrheinische Deutschland formal und völkerrechtlich Teil der Französischen Republik. Die meisten pfälzischen Territorien wurden mit anderen Gebietsteilen (unter Einschluss dessen, was nach 1815 als „Rheinhessen“ bezeichnet werden sollte) im 1798 neugebildeten Département du Mont-Tonnerre (Donnersberg) zusammengefasst und als integrierter Bestandteil des französischen Staates verwaltet. Die rechtsrheinischen Gebiete der Kurpfalz dagegen gingen im Großherzogtum Baden auf. Als Napoleon, der sich 1804 zum französischen Kaiser erhoben hatte, nach seinen siegreichen Schlachten gegen Preußen und dessen Verbündete 1807 nach Paris zurückreiste, wurde ihm im pfälzischen Neustadt, das nunmehr „französische“ Kantonshauptstadt war, ein triumphaler Empfang bereitet. 1809 folgten 63 bzw. 66 Familien, die überwiegend aus der durch die Napoleonischen Kriege verheerten Südpfalz stammten, der Einladung von Zar Alexander I. und wanderten nach Russland aus, wo sie die Mutterkolonie Landau gründeten. Die meisten Familien der Pfälzer kamen aus der Region um Germersheim, Bergzabern, Landau und Pirmasens, die meisten der Elsässer aus dem Kanton Weißenburg.

### Bayerische Zeit

Die Verwaltungsgliederung der Pfalz 1818–1862

Das Gebiet der Pfalz als bayerischer Kreis (Regierungsbezirk), im Jahr 1900 noch mit der 1920 abgetrennten Saarpfalz

Nach den Befreiungskriegen und dem Wiener Kongress (1815) kam die territorial neu umrissene linksrheinische Pfalz 1816 als Rheinkreis an das Königreich Bayern. Es handelte sich dabei um eine Entschädigung für die Gebiete rechts des Inns und die des Erzstifts Salzburg, welche Bayern im Münchener Vertrag vom 14. April 1816 an Österreich abgetreten hatte. Versuche, auch die rechtsrheinischen Gebiete der Kurpfalz (mit Mannheim und Heidelberg) für das Haus Wittelsbach zurückzugewinnen, waren nicht erfolgreich.
Kreishauptstadt der Pfalz wurde Speyer. Im Jahr 1835 verfügte Ludwig I. (Bayern), dass die Verwaltungseinheiten der mittleren Ebene nicht mehr entsprechend dem französischen Vorbild nach Flüssen, sondern nach historischen Bezugspunkten benannt werden sollten. Der „Rheinkreis“ wurde daher in „Pfalz“ umbenannt. Der während der bayerischen Zeit aufgekommene Name Hinterpfalz für die Westpfalz wird heute offiziell nicht mehr verwendet. „Rheinpfalz“ stand lange Zeit für das pfälzische Weinbaugebiet; seit dem 27. August 1993 lautet die Bezeichnung für dieses Anbaugebiet ebenfalls „Pfalz“.
Innerhalb des Königreichs Bayern genoss die Pfalz eine rechtliche und administrative Sonderstellung, da die bayerische Regierung wesentliche Errungenschaften der französischen Zeit beibehielt. So blieb in der Pfalz die Grundherrschaft aufgehoben (was im rechtsrheinischen Bayern erst 1848 geschah), die Trennung von Verwaltung und Justiz war bis auf die unterste Ebene (Landkommissariate und Landgerichte) durchgesetzt und die völlige Gewerbefreiheit in Kraft. Überdies galt der Code civil bis zum Inkrafttreten des Bürgerlichen Gesetzbuchs (BGB) im Jahr 1900 als Zivilrecht der Pfalz. Ein Historiker beschreibt die Beziehung zwischen dem rechtsrheinischen Bayern und der sonderberechtigten Pfalz als ein Verhältnis von „Hauptstaat und Nebenstaat“. Unter dem Einfluss der französischen Julirevolution von 1830 kam es 1832 auf dem Hambacher Schloss beim damaligen Neustadt an der Haardt zu einer großen Freiheitskundgebung, die als Hambacher Fest in die Geschichte einging. Die Forderungen nach politischen Mitspracherechten gingen weiter, als die bayerische Verfassung von 1818 vorsah. Es handelte sich aber um keine ursprünglich auf die Pfalz, sondern auf Deutschland und die deutsche Nation bezogene Veranstaltung.
Nach der gescheiterten Märzrevolution von 1848 und der Frankfurter Nationalversammlung organisierten pfälzische Revolutionäre im Mai 1849 einen Aufstand gegen die bayerische Regierung. Ziel war die Schaffung einer Pfälzischen Republik und die Annahme der Paulskirchenverfassung. Die Erhebung wurde innerhalb weniger Wochen von preußischen Truppen fast kampflos niedergeschlagen.
Die Herrschaft des bayerischen Königshauses wurde durch Bauprojekte wie die königliche Villa Ludwigshöhe bei Edenkoben und die umfassende Restaurierung des Doms zu Speyer zum Ausdruck gebracht.
Die schlechte wirtschaftliche Lage veranlasste bis Mitte des 19. Jahrhunderts zahlreiche Pfälzer zur Auswanderung, vor allem nach Nordamerika. Zeitweise war Palatines (englisch Pfälzer) in den USA eine Sammelbezeichnung für alle deutschsprachigen Immigranten. Bekannte Deutschamerikaner mit pfälzischen Wurzeln aus dieser Zeit sind der Lebensmittelunternehmer Henry John Heinz, dessen Vater Johann Heinrich Heinz 1840 aus Kallstadt nach Pennsylvania auswanderte, und der US-Präsident Donald Trump. Trumps Großeltern väterlicherseits stammten ebenfalls aus Kallstadt; sein Vater Fred C. Trump wurde dort gezeugt, kurz bevor die Familie auf Druck der bayerischen Behörden endgültig in die Vereinigten Staaten auswanderte. Heinz’ und Trumps Vorfahren stammten nicht nur aus demselben Dorf, sondern waren auch entfernt miteinander verwandt: Johann Heinrich Heinz’ Mutter war eine geborene Trump und eine Großtante von Fred C. Trump.
Mit der vor allem in der Gründerzeit einsetzenden Industrialisierung, die allerdings überwiegend auf Zentren wie Ludwigshafen, Kaiserslautern oder Pirmasens beschränkt war, verbesserten sich die wirtschaftlichen Umstände etwas.

### Folgen des Ersten Weltkriegs

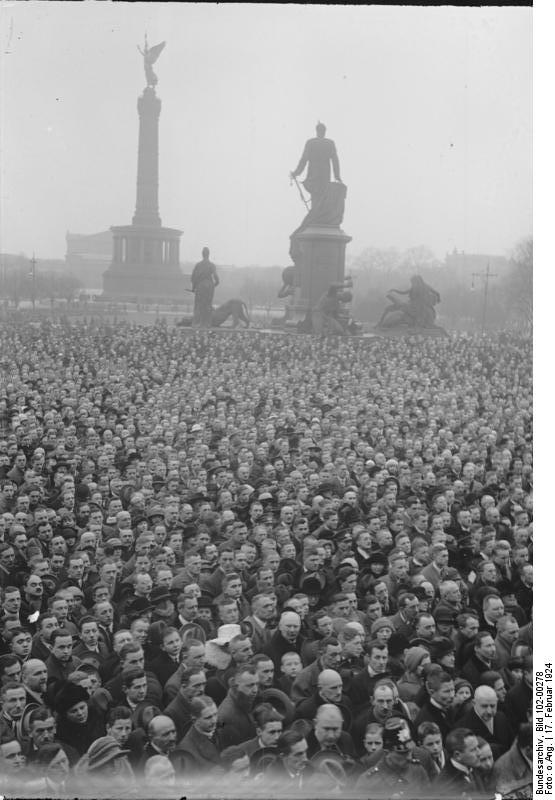
Berlin 1924:
Treuekundgebung für die Pfalz

Nach dem Ersten Weltkrieg war die Pfalz entsprechend den Waffenstillstandsbedingungen und den Friedensbedingungen bis 1930 von französischen Truppen besetzt, wenngleich die Zugehörigkeit zu Bayern fortbestand. Der Versailler Vertrag von 1919 verfügte die Abtrennung westlicher Gebiete der Pfalz, die dem neu gebildeten Saargebiet zugeordnet wurden, das seinerseits unter Verwaltung des Völkerbundes gestellt wurde. Diese Gebietsteile bilden im heutigen Saarland den Saarpfalz-Kreis. Während der französischen Besetzung kam es in der Pfalz zu separatistischen Bewegungen. Diese begannen am 6. November 1923 mit Aufständen in Kaiserslautern, Neustadt und Landau und endeten im Sturm auf das Bezirksamt in Pirmasens am 12. Februar 1924. Sie führten zur Ausrufung der Autonomen Pfalz durch Heinz Orbis, die aber keinen Bestand hatte. Die französischen Truppen räumten im Sommer 1930 die Pfalz, nachdem der Young-Plan im Berliner Reichstag angenommen worden war.
Infolge der Weltwirtschaftskrise ab 1929 und der Deutschen Bankenkrise 1931 wuchs in der ländlich geprägten Region der Unmut der Bevölkerung, der sich in den Wahlerfolgen antidemokratischer Parteien niederschlug: Trotz der demokratischen Tradition konnte sich in der Pfalz gegen Ende der Weimarer Republik die NSDAP mit ihrem langjährigen Gauleiter Josef Bürckel schnell etablieren und erzielte überdurchschnittlich hohe Wahlergebnisse.
Zu Beginn des Zweiten Weltkriegs, nach der Kriegserklärung Frankreichs am 3. September 1939, wurden die in der „Roten Zone“ (vor dem ab 1938 gebauten Westwall) gelegenen grenznahen Orte evakuiert und die Bevölkerung wurde in Auffanggebiete im übrigen Reich verbracht.
1940 wurden die etwa 6500 in der Pfalz und in Baden lebenden Juden auf Anordnung der beiden Gauleiter Josef Bürckel und Robert Wagner enteignet und in südfranzösische Lager deportiert. Diejenigen, die den tagelangen Transport in Güterwagen und die Bedingungen des erzwungenen Aufenthalts überlebt hatten, wurden 1942 in Konzentrationslager verbracht und vergast.
Ab 1940 wurde der bayerische Regierungsbezirk Pfalz durch den „Reichskommissar für die Saarpfalz“ und ab 1941 durch den „Reichsstatthalter in der Westmark“ verwaltet. Dabei wurden mehrere Gebiete – Pfalz und Saarland, ab 1941 auch Lothringen – in Personalunion verwaltet, ohne dass ein formeller Zusammenschluss der Gebiete stattfand. Amtsinhaber war Josef Bürckel bis zu seinem Tod 1944, von 1944 bis 1945 Willi Stöhr.

### Folgen des Zweiten Weltkriegs
Nach dem Zweiten Weltkrieg war die Pfalz bis 1949 bzw. 1955 Teil der Französischen Besatzungszone. Entsprechend der Verordnung Nr. 57 des französischen Oberkommandos wurde sie 1946 in das neu gebildete Land Rheinland-Pfalz eingegliedert. Dies umfasst neben der Pfalz noch das seit dem Wiener Kongress zu Hessen gehörige Rheinhessen (Hauptstadt Mainz), das früher zur preußischen Rheinprovinz gehörige Rheinland (mit den Mittelgebirgen Hunsrück, Eifel und Westerwald) sowie den westlichen Teil des ehemaligen Herzogtums Nassau (heute Westerwaldkreis und Rhein-Lahn-Kreis). In den an die Pfalz angrenzenden Teilen dieser Gebiete hatten zahlreiche Orte, darunter etwa die heutigen Kreisstädte Alzey, Bad Kreuznach, Birkenfeld, Ingelheim und Simmern mitunter sehr lange und bis zum Ende des 18. Jahrhunderts zu den pfälzisch-wittelsbachischen Vorgängerterritorien Kurpfalz und Pfalz-Zweibrücken gehört (vergleiche auch Abschnitt Kultur sowie die Liste der Wappen mit dem Pfälzer Löwen). Die historischen Gemeinsamkeiten dürften samt der teilweisen Zugehörigkeit dieser Gebiete zum pfälzischen Sprachraum die Integration der Pfalz in das Land Rheinland-Pfalz erleichtert haben.
Die Zeit des westdeutschen „Wirtschaftswunders“ bis Mitte der 1960er Jahre bedeutete für die Pfalz eine Zeit des tiefgreifenden wirtschaftlichen und gesellschaftlichen Wandels. Die kleinbäuerlich geprägte Landwirtschaft ging stark zurück zugunsten des großflächigen Wein- und Gemüseanbaus sowie der Ansiedlung von Industrie- und Dienstleistungsbetrieben. Zugleich verlor auch die konfessionelle Spaltung der Bevölkerung an Bedeutung.

### Neuere Entwicklung

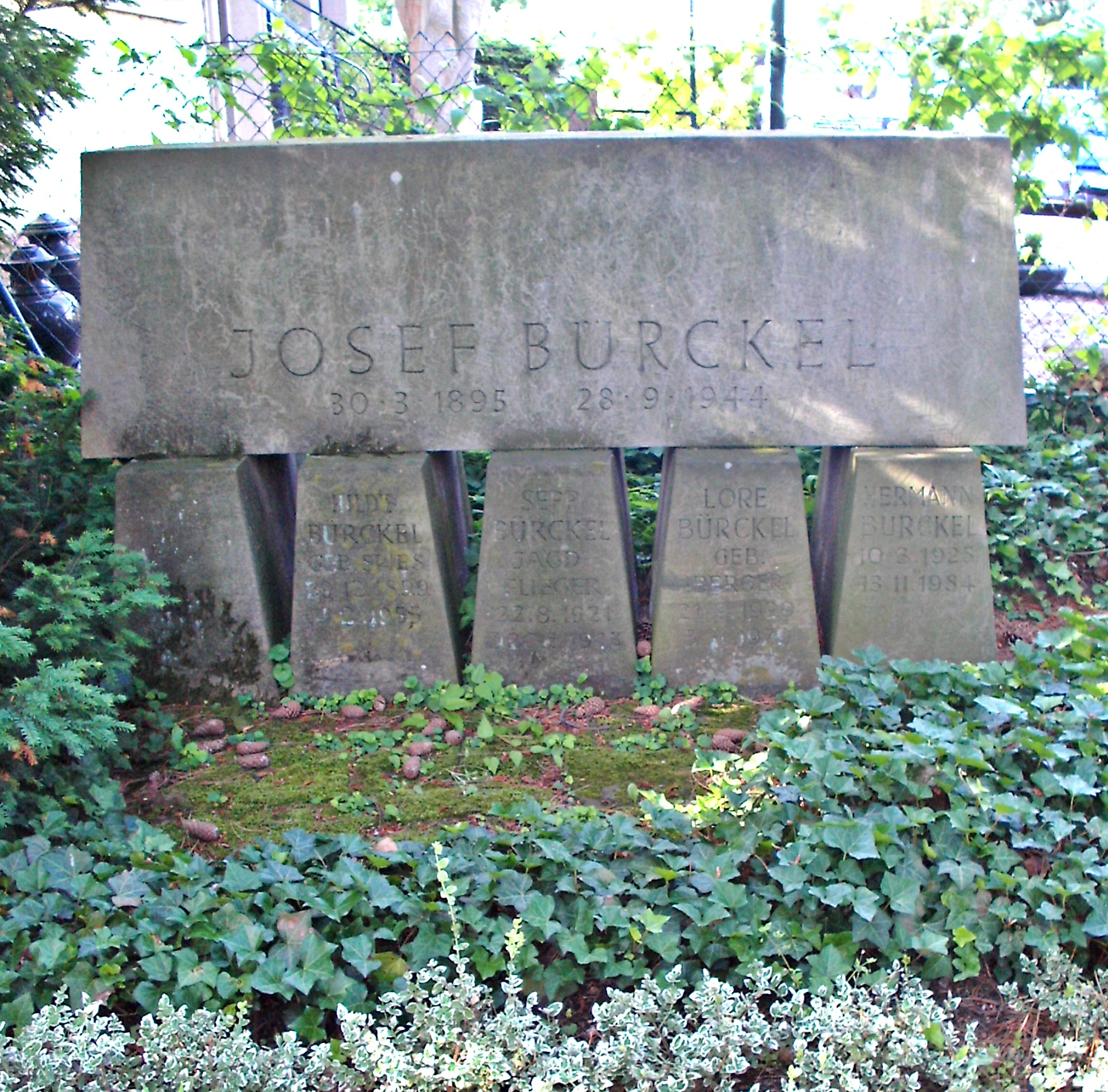
2017 amtlich zum Denkmal erklärt: Aufgelassenes Grab des für die Vernichtung der pfälzischen Juden verantwortlichen Josef Bürckel in Neustadt an der Weinstraße

Ein Volksbegehren im Jahr 1956 für eine Rückgliederung nach Bayern fand nicht die notwendige Unterstützung in der Bevölkerung. Seit dem Staatsvertrag zur Verbandsgründung einer länderübergreifenden europäischen Metropolregion vom 26. Juli 2005 zwischen Hessen, Rheinland-Pfalz und Baden-Württemberg versuchen Wirtschaft und auch Politik, den gesellschaftlich und wirtschaftlich zusammengehörenden Raum von (linksrheinischer) Pfalz und (rechtsrheinischer) Kurpfalz in der Metropolregion Rhein-Neckar wieder enger zu verbinden.
2016/2017 schlug die Entscheidung der Generaldirektion Kulturelles Erbe Rheinland-Pfalz, das Grabmal des für die Vernichtung der pfälzischen Juden verantwortlichen Josef Bürckel auf dem Hauptfriedhof von Neustadt an der Weinstraße trotz Auflassung des Grabes als Denkmal einzustufen, das es zu erhalten gelte, hohe Wellen:

„Ich schäme mich dafür, dass meine Heimatstadt ein Bürckel-Denkmal pflegt und damit als einzige Stadt in Deutschland ermöglicht, dass Ewiggestrige einem Naziverbrecher huldigen.“

## Verwaltungsstrukturen

### Regierungsbezirk Pfalz
Innerhalb des neuen Bundeslandes war die Pfalz zunächst ein eigenständiger Regierungsbezirk mit dem Sitz der Bezirksregierung in Neustadt an der Weinstraße. Er bestand aus den kreisfreien Städten Landau, Neustadt, Speyer, Frankenthal (Pfalz), Ludwigshafen am Rhein, Pirmasens, Zweibrücken und Kaiserslautern sowie den Landkreisen Germersheim, Bergzabern, Landau, Neustadt, Frankenthal (Pfalz), Ludwigshafen am Rhein, Speyer, Pirmasens, Zweibrücken, Kaiserslautern, Kusel, Kirchheimbolanden und Rockenhausen.

### Regierungsbezirk Rheinhessen-Pfalz
1968 wurde der Regierungsbezirk Pfalz mit dem Regierungsbezirk Rheinhessen zum Regierungsbezirk Rheinhessen-Pfalz zusammengelegt. Während die Landeshauptstadt Mainz als Sitz einer Bezirksregierung entfiel, wurde die Verwaltung in Neustadt ausgebaut. Auch die Landkreise wurden im Zeitraum von 1969 bis 1974 neu zugeschnitten: Die Landkreise Landau, Bergzabern, Neustadt, Frankenthal (Pfalz), Speyer, Zweibrücken, Rockenhausen und Kirchheimbolanden wurden aufgelöst. Neu gebildet wurden die Landkreise Landau-Bad Bergzabern, ab 1978 Südliche Weinstraße, Bad Dürkheim und der Donnersbergkreis. Die übrigen Landkreise wurden um Gebiete der aufgelösten erweitert; lediglich der Zuschnitt des Landkreises Germersheim blieb fast unverändert. Auch die kreisfreien Städte wurden – mit Ausnahme von Speyer – durch Eingemeindungen vergrößert. Mit der Verwaltungsreform wurden zudem die Grenzen der Pfalz im Norden leicht verändert: So wurde der Landkreis Kusel um Gemeinden erweitert, die vorher den rheinländischen Landkreisen Birkenfeld und Bad Kreuznach angehört hatten; einzelne Gemeinden des erloschenen Landkreises Rockenhausen wurden dem Landkreis Bad Kreuznach zugeschlagen, und eine Gemeinde des ehemaligen Landkreises Kirchheimbolanden gehört heute zum rheinhessischen Landkreis Alzey-Worms.

### ADD und SGD
Mit der Umstrukturierung der Landesverwaltung zum 1. Januar 2000 wurden die Regierungsbezirke in Rheinland-Pfalz aufgelöst. Die Bezirksregierungen wurden in die landesweit zuständige Aufsichts- und Dienstleistungsdirektion (ADD) und die Struktur- und Genehmigungsdirektionen (SGD) Nord und Süd überführt. Letztere sind nunmehr für ausgewählte Aufgabenbereiche auch landesweit, andererseits in ihrem bisherigen räumlichen Bezirk nicht mehr für alle Aufgaben zuständig. In Neustadt befindet sich nun die SGD Süd, deren engerer Zuständigkeitsbereich das frühere Rheinhessen-Pfalz umfasst.

### Bezirksverband Pfalz

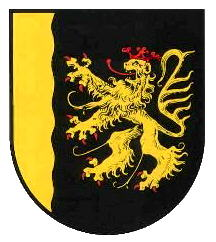
Wappen des Bezirksverbands

Die Region der Pfalz ist in Landkreise und kreisfreie Städte untergliedert. Diese sind Mitglieder des Bezirksverbands Pfalz. Er ist eine Körperschaft des öffentlichen Rechts und der einzige höhere Kommunalverband in Rheinland-Pfalz.
Der Bezirksverband basiert auf früheren Verwaltungsstrukturen: Der Conseil général (französisch für „Generalrat“), im Jahr 1800 von Frankreich übernommen, mündete 1816, als nach Ende der Ära Napoleons die Pfalz dem Königreich Bayern zugeschlagen wurde, im durch Bayern genehmigten 20-köpfigen Landrath, der schließlich zum Bezirkstag Pfalz, dem Parlament des Bezirksverbands Pfalz, wurde.
Der Bezirksverband verwaltet verschiedene kulturelle und soziale Einrichtungen in der Region und fördert die Zusammenarbeit zwischen den Landkreisen und kreisfreien Städten.
In der laufenden Vorbereitung einer erneuten Gebietsreform durch Fusion kleinerer Verbandsgemeinden werden Kreisgrenzenänderungen, die das Gebiet des Bezirksverbands Pfalz verändern würden, ernsthaft diskutiert.

## Wirtschaft und Infrastruktur

### Wirtschaft

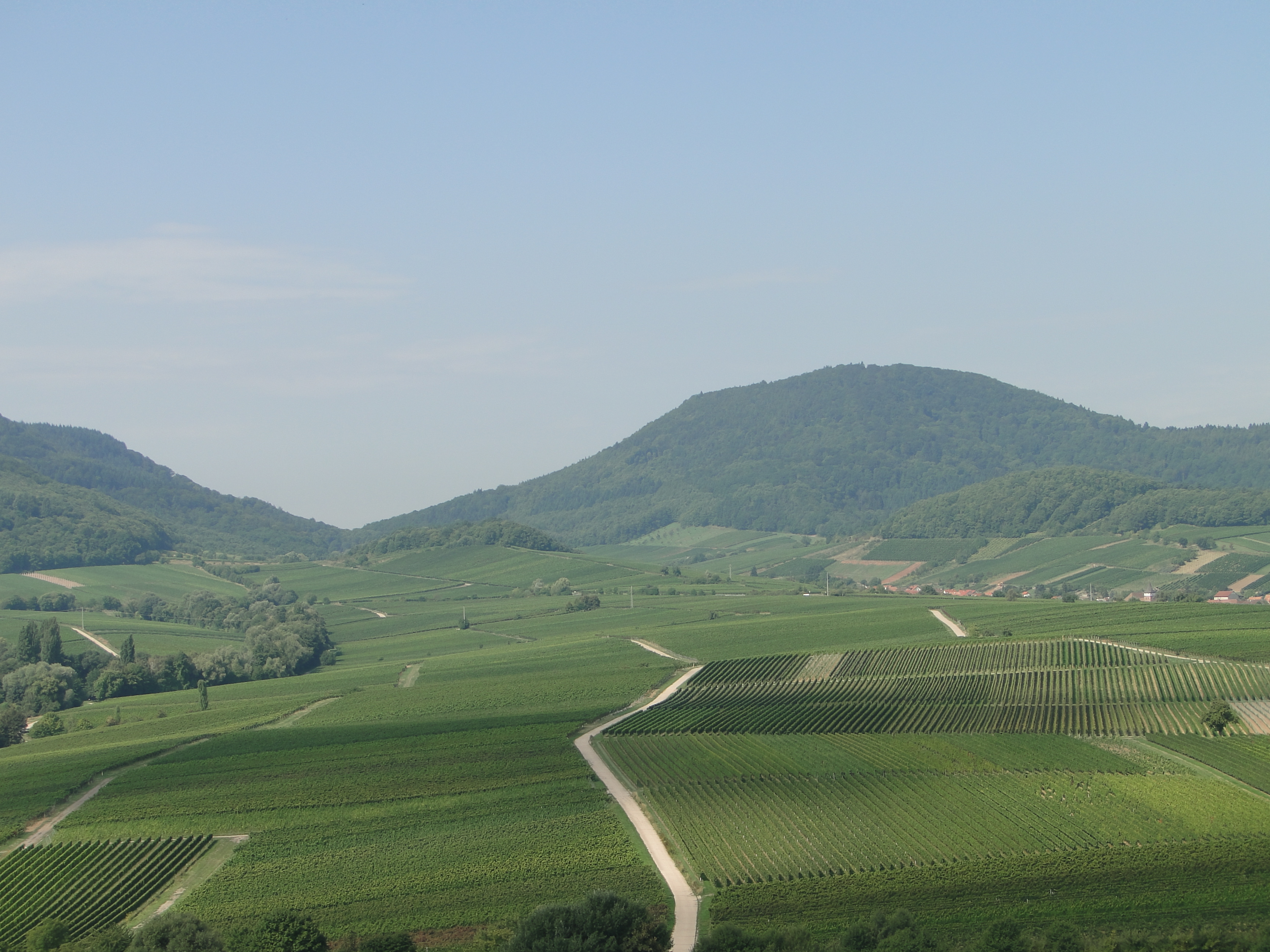
Weinberglandschaft in der Südpfalz

Bereits im 1. Jahrhundert n. Chr. wurde die Weinrebe von den Römern in die Pfalz eingeführt und dort Weinbau betrieben. Heute liegt in der Pfalz das gleichnamige Weinbaugebiet, welches das zweitgrößte Deutschlands ist und über viele traditionelle Familienbetriebe verfügt. Vor allem entlang der Deutschen Weinstraße ist neben dem Weinbau der Tourismus ein starker Wirtschaftsfaktor. Im Jahr 2006 wurden nach Angaben der Pfalz-Touristik, die ihren Sitz in Neustadt hat, in der Pfalz im Tourismusgewerbe rund 283 Millionen Euro umgesetzt. Dabei liegen die Stadt Bad Dürkheim und der gleichnamige Landkreis mit rund 100 Millionen Euro vorn, bedingt vor allem durch das Volksfest Dürkheimer Wurstmarkt. Die Pfalz verzeichnete 2006 1,5 Millionen Übernachtungen; im Durchschnitt gab jeder Besucher pro Tag 77,86 Euro aus.
Die BASF in Ludwigshafen ist das herausragende Industrieunternehmen der Pfalz und mit über 30.000 Arbeitsplätzen zugleich der größte Arbeitgeber. Viele der Mitarbeiter sind Pendler, die teilweise auch aus weiter entfernten Gebieten der Pfalz kommen. In Wörth am Rhein, das in einem eng mit Karlsruhe und damit Baden-Württemberg verbundenen Wirtschaftsraum liegt, werden in einem Werk von Daimler Lastkraftwagen gebaut, die weltweit exportiert werden.

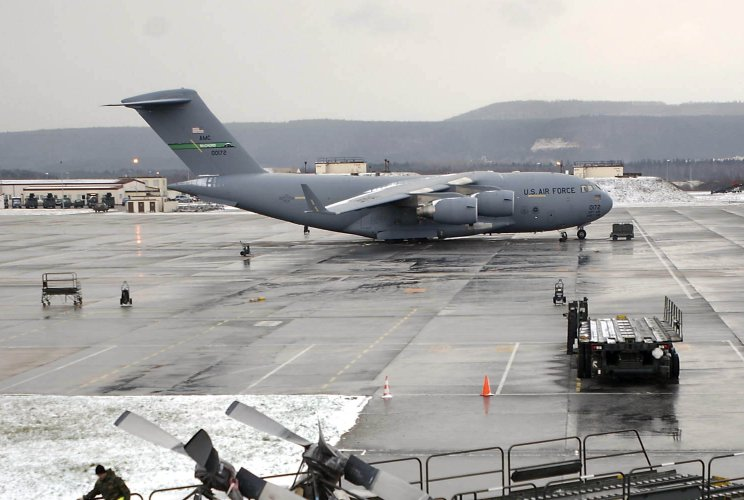
Ramstein Air Base

Die Westpfalz profitiert weniger von den positiven Tendenzen in der pfälzischen Wirtschaft. In und um Kaiserslautern bieten die Adam Opel GmbH sowie die US-Streitkräfte, welche die Ramstein Air Base sowie das Landstuhl Regional Medical Center betreiben, wichtige Arbeitsplätze. In der Region Pirmasens und Hauenstein hat die Schuhherstellung eine lange Tradition.
In Pirmasens befindet sich die Deutsche Schuhfachschule, die 1927 als Fortbildungsinstitut der deutschen Schuhindustrie gegründet wurde. Da aber die USA ihre Präsenz in der Westpfalz immer mehr verringern und die Schuhindustrie in der Region Pirmasens sich seit Jahren in einer schwierigen Phase befindet, sind die dortigen Arbeitsplätze rückläufig, und die Bevölkerungszahlen stagnieren oder gehen sogar zurück. So büßte Kaiserslautern im Jahr 2000 seinen Status als Großstadt ein, konnte diesen Ende 2016 aber wieder erreichen. Pirmasens verlor ab den 1970er Jahren mehr als 15.000 Einwohner. Demgegenüber siedeln sich in jüngerer Zeit im Umfeld der Technischen Universität Kaiserslautern vermehrt junge, innovative Firmen an, die vorwiegend im IT-Bereich Arbeitsplätze schaffen.
Ein bedeutender Wirtschaftszweig in der Nordpfalz war einst der Bergbau, wie auch aus der Liste von Bergwerken in der Pfalz ersichtlich ist. Da die dortigen Ressourcen längst aufgebraucht sind oder ihr Abbau unrentabel geworden ist, leidet auch diese Teilregion der Pfalz unter Bevölkerungsrückgang.

### Verkehr

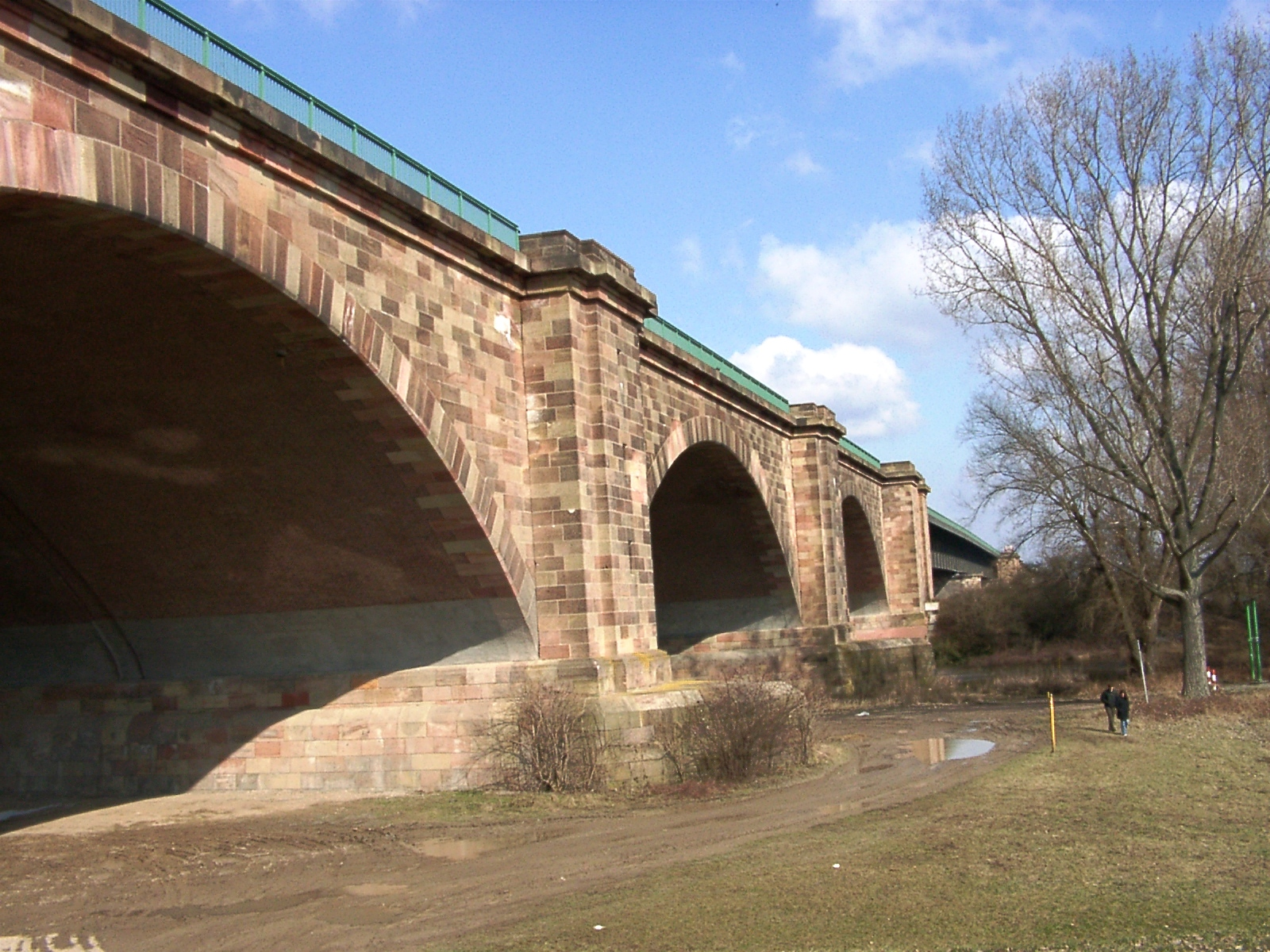
Theodor-Heuss-Rheinbrücke (A 6) am Nordostrand der Pfalz

Der überregionale Straßenverkehr findet auf verschiedenen Autobahnen statt. Eine der ältesten auch in Deutschland ist die A 6 (Saarbrücken–Mannheim), die vom äußersten Westen quer durch die Region in den Nordosten führt. Vorder- und Südpfalz sind durch die A 61 (Koblenz–Speyer) und die A 65 (Ludwigshafen am Rhein–Karlsruhe) gut erschlossen; die teilweise fertiggestellte A 650 (Ludwigshafen–Bad Dürkheim) hat nur lokale Bedeutung. Der Westpfalz stehen Teile der A 8 (Saarlouis–Pirmasens, dort kein Weiterbau nach Karlsruhe mehr vorgesehen) und der A 62 (Nonnweiler–Pirmasens, streckenweise erst zweispurig) zur Verfügung. Die Nordpfalz ist durch die seit 2004 vollständige A 63 (Kaiserslautern–Mainz) angebunden. Der vierspurige Ausbau der B 10 zwischen Pirmasens und Landau (nach dem erwähnten Verzicht auf die A 8) begann um das Jahr 2000.
Die wichtigsten Fernstrecken der Deutschen Bahn verlaufen am Nordostrand – die Verbindung Mannheim–Ludwigshafen–Mainz–Köln – sowie von West nach Ost quer durch die Pfalz – die Pfälzische Ludwigsbahn auf der Strecke Saarbrücken–Kaiserslautern–Ludwigshafen–Mannheim.
Das größte zivile Luftverkehrsaufkommen in der Pfalz besaß der Flugplatz Zweibrücken, der eine 2950 m lange Start- und Landebahn aufweist und bis 1991 verschiedenen westlichen Staaten als Militärflugplatz gedient hatte. Ab 2006 fand dort Linien- und Charterverkehr statt, bis der Flughafen 2014 in die Insolvenz ging.

## Kultur
Kulturell kann die Pfalz nicht eindeutig eingegrenzt werden. Das in der Gegenwart so bezeichnete Gebiet kam im Wesentlichen in den Jahren 1815 und 1816 zustande (s. Abschnitt Geschichte), davor gab es „die Pfalz“ als Kurpfalz, ohne dass die vormaligen Behörden den Zusatz „Kur“ hinzugefügt hatten. Eine pfälzische Identität, wie sie heute besteht, entwickelte sich erst nachträglich mit Blick auf die vom Wiener Kongress geschaffenen „vollendeten Tatsachen“. So sind etwa die Grenzen der pfälzischen Dialekte (vergleiche Pfälzische Dialekte, Rheinfränkische Dialekte, Kurpfälzische Dialekte) ebenso wie diejenigen anderer Kulturgüter unter Umständen weiter zu ziehen und je nach Zielsetzung (Produkt-Marketing) fließend geworden.

### Bevölkerung

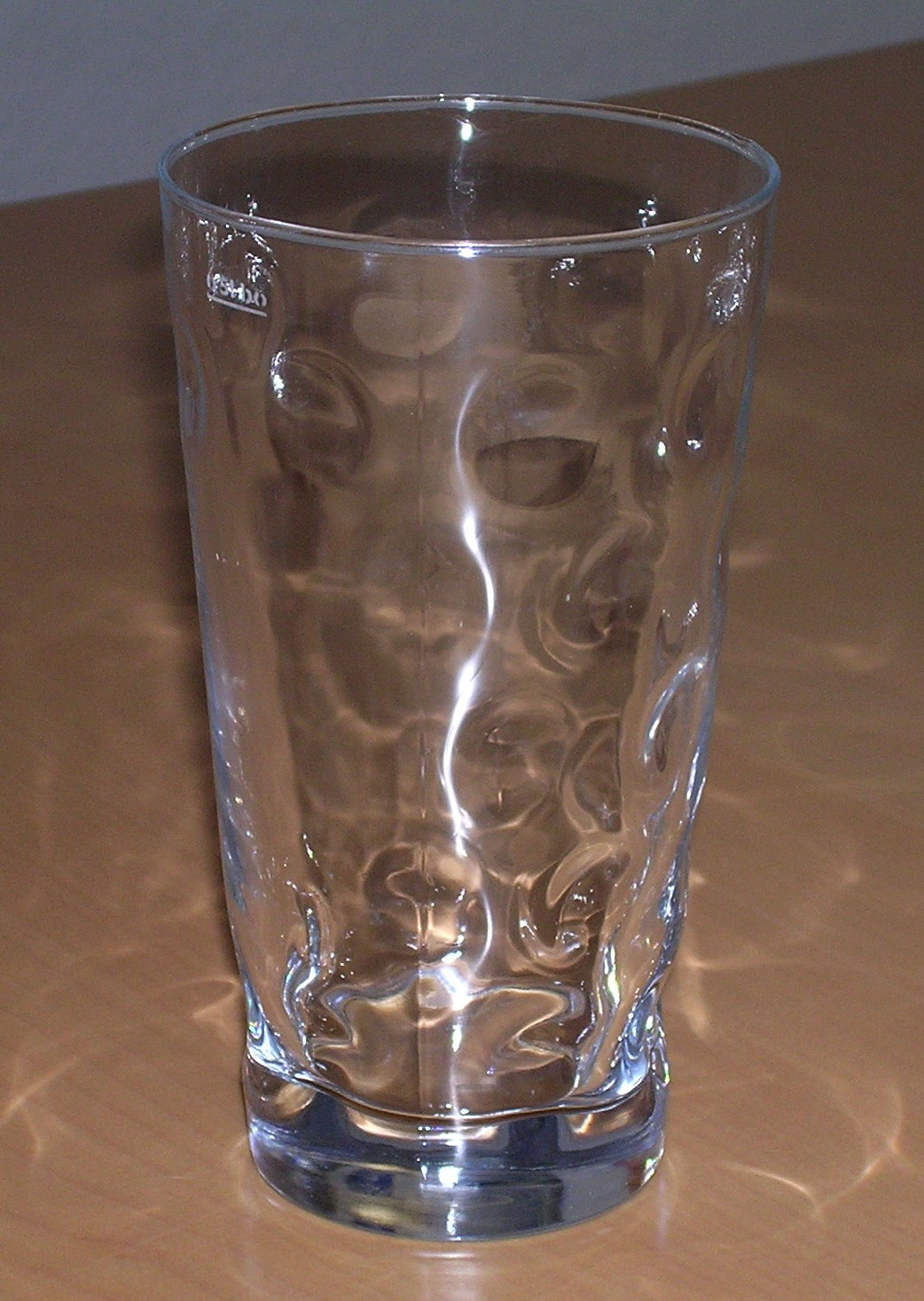
Pfälzer „Dubbeglas“

Die alteingesessenen Pfälzer, die auf humorvolle Art gerne als „Pälzer Krischer“ bezeichnet werden oder sich auch selbst so nennen, gelten in der Heimatliteratur als ein „unverfälschter“ Menschenschlag. Ihnen wird persönliche Offenheit, natürliche Neugier und Geselligkeit nachgesagt, aber auch Direktheit und Dickköpfigkeit. Als wichtige Eigenschaft sei die sprichwörtliche Pfälzer Gemütlichkeit genannt – man setzt sich gerne zusammen an einen Tisch und speist und trinkt gemeinsam. Konsumwein wird traditionell aus Schoppengläsern getrunken, die eine Kapazität von einem halben Liter haben. Oft handelt es sich dabei um das Pfälzer „Dubbeglas“, ein konisches Trinkgefäß mit Eindellungen für die Fingerkuppen, das nicht so leicht aus der Hand rutscht. In beschaulicher Runde, etwa auf dem Dürkheimer Wurstmarkt oder anderen Weinfesten – von denen in der Pfalz jedes Jahr mehr als 100 stattfinden –, war es zumindest früher nicht unüblich, dass der Schoppen reihum gereicht wurde. Der letzte gemeinsam getrunkene Schoppen, bevor man nach Hause geht („sich trollt“), wird als „Trollschoppen“ bezeichnet. Allerdings wird in jüngerer Zeit auch eine Mischung aus je zur Hälfte Sekt und Wein „Trollschoppen“ genannt.
Pfälzer werden eher als konservativ-liberal und tolerant angesehen. Wenn indessen etwas nicht so läuft, wie es soll, können auch mal die „Donnerkeile“ fliegen – Dunnerkeidel ist ein gebräuchlicher pfälzischer Fluch. So waren Pfälzer maßgeblich am Bauernkrieg (1525), am Hambacher Fest (1832) und an der Märzrevolution (1848) beteiligt. Auf Grund der beiden letztgenannten Ereignisse gilt die Pfalz auch als ein Stammland der frühen deutschen National- und Demokratiebewegung. Andererseits hat die Pfalz als deutsches Grenzgebiet Jahrhunderte hindurch immer wieder Heimsuchungen durch Kriege erfahren, was wohl auch zu dem engen Zusammenhalt der Pfälzer geführt hat. Während noch in den 1920er und 30er Jahren trotz dieser demokratischen Tradition die Verbitterung über die französische Besatzungsherrschaft und die wirtschaftlichen Probleme zu großen Wahlerfolgen der Nationalsozialisten führten, wurde die Pfalz nach 1945 zu einem Vorreiter der deutsch-französischen Aussöhnung und der europäischen Integration.
Für den Typus des pfälzischen Politikers, der stets nahe an den Problemen der „kleinen Leute“ ist, aber gerne auch als provinziell verspottet wird, stehen in der Bundesrepublik u. a. Helmut Kohl und Kurt Beck.
Für die genealogische Aufarbeitung des pfälzischen und rheinhessischen Raumes engagiert sich u. a. der Verein Pfälzisch-Rheinische Familienkunde. Über die Ahnenforschung wurde beispielsweise bekannt, dass der Vorfahr des Sängers Elvis Presley, der im südpfälzischen Niederhochstadt geborene Weinküfer Valentin Pressler (1669–1736), 1709/1710 nach Maryland ausgewandert ist.

### Sprache

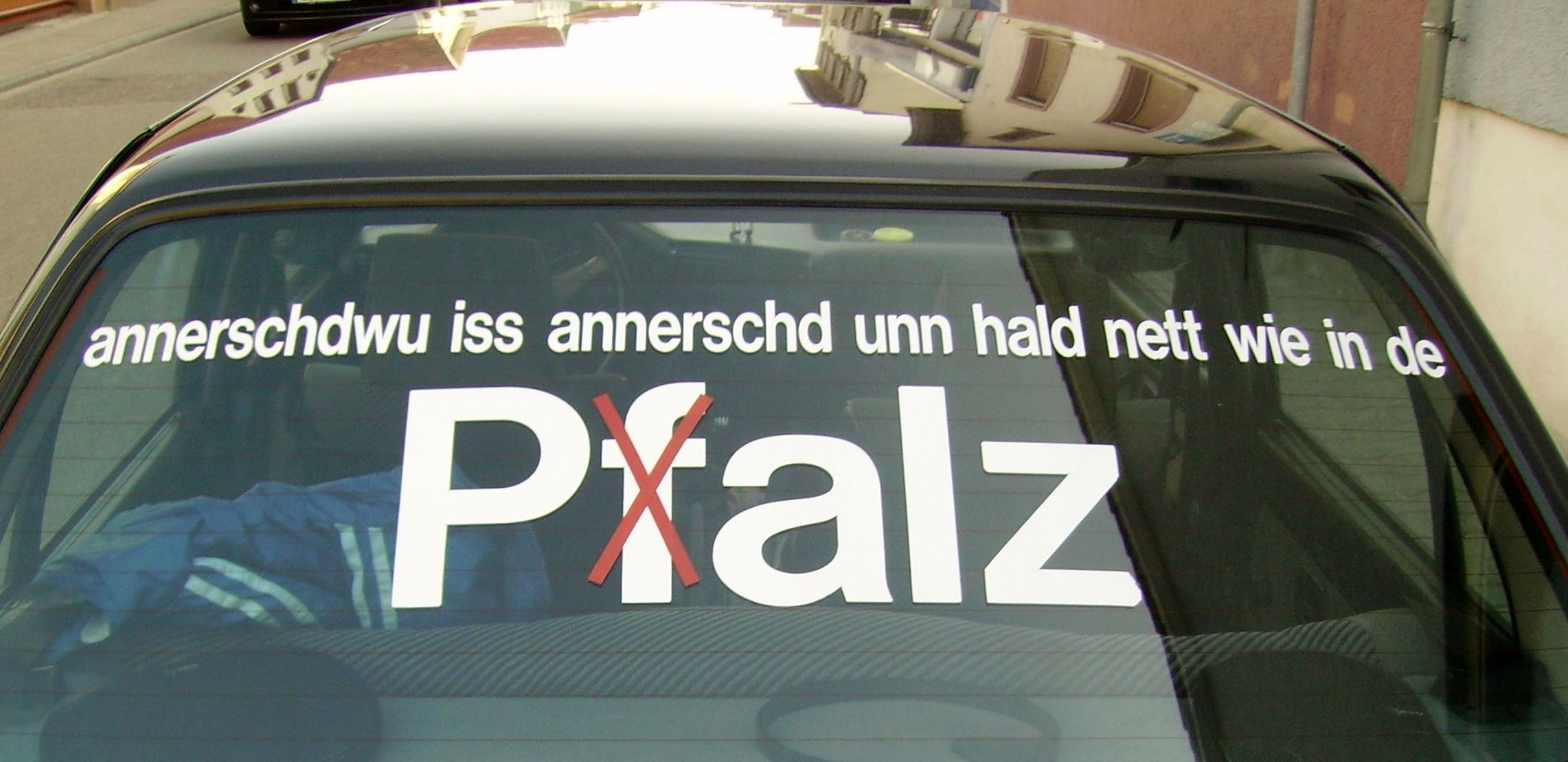
Bekenntnis zur Pfalz auf einem Auto

Die pfälzischen Dialekte gehören zu den westmitteldeutschen, genauer rheinfränkischen Mundarten und sind noch weit verbreitet. Um ihre Bewahrung bemühen sich die Pfälzer Mundartdichter, die regelmäßig in landesweiten Wettbewerben um Preise kämpfen, so in Bockenheim, Dannstadt, Gonbach (2011 letztmals ausgetragen) und Herschberg. Während der französischen Zeit um 1800 gingen zahlreiche Ausdrücke aus dem Nachbarland in den pfälzischen Wortschatz über, die heute noch in der Mundart lebendig sind. Als Beispiele seien genannt – alle auf der ersten Silbe betont – „Trottwa“ (trottoir, Gehweg), „Barreblee“ (parapluie, Regenschirm) oder „Schässlong“ (chaiselongue, Sofa).
Die pfälzische Mundart unterscheidet sich vom Rheinhessischen im Norden. Die Sprachgrenze liegt in der Gegend von Worms, das als Lokalsprache das sogenannte Wormser Platt hat.

### Musik
Als inoffizielle Hymne der Region gilt ein 1869 entstandenes hochdeutsches Gedicht von Eduard Jost, das 1877 als Pfälzerlied vertont wurde. Zahlreiche weitere, nach wie vor gerne gesungene mundartliche Schlager stammen aus der Feder des im Jahr 2000 verstorbenen Mundartdichters Kurt Dehn, dessen humorvolles Werk (Än echde Pälzer raacht kän Hasch, unsern Stoff kummt aus de Flasch) der Schönheit der Pfalz und der Lebensfreude ihrer Bewohner gewidmet ist. Seit den 1980er Jahren setzt die regionale Musik wieder vermehrt auf Texte in pfälzischer Mundart. Die Musik ist häufig rockig, oft bestehen die Gruppen nur aus Gitarristen und Sängern.
Besonders auf den zahlreichen Weinfesten rund um die Deutsche Weinstraße und unter heimatorientierten Jugendlichen sind Bands wie Grabowsky und Die anonyme Giddarischde beliebt. Letztere haben die Mundarthymne Palzlied verfasst, die sich auf das oben genannte hochdeutsche Lied bezieht. Die Musik der Gruppe Reinig, Braun + Böhm wurzelt in der Folkmusik und wird bereichert durch Elemente aus Chanson, Blues, Rock ’n’ Roll und Kammermusik. Die Band Blues Himmel um Michael Wack spielt Eigenkompositionen im pfälzischen Dialekt.
Einer der bedeutendsten Gesangskünstler aus der Pfalz war der in Kusel geborene lyrische Tenor Fritz Wunderlich (1930–1966).

### Bildende Kunst

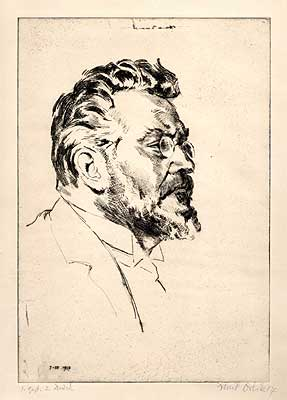
Max Slevogt, Pfalzmaler
(1917 von Emil Orlik)

Die Landschaften und Bauwerke der Pfalz, besonders die Rebenhügel entlang der Weinstraße und die Burgen des Pfälzerwalds, haben eine Reihe von Malern und anderen Künstlern inspiriert. Viele von ihnen haben in ihren Werken die Schönheiten und das Lebensgefühl in der Pfalz vermittelt. In der Liste rheinland-pfälzischer Künstler sind diejenigen enthalten, die aus der Pfalz stammen oder diese zur Wahlheimat erkoren haben. Näheres hierzu vermittelt beispielsweise das Werk Im Licht der Pfalz von Clemens Jöckle.
In den Jahren 2009 und 2010 erregte ein Strafprozess Aufsehen, in dem es um den Diebstahl von rund 400 Werken – überwiegend Grafiken, Skizzen und Zeichnungen – sowie von persönlichen Dingen aus dem Nachlass des Impressionisten Max Slevogt (1868–1932) ging, der als einer der bedeutendsten Maler von pfälzischen Landschaften gilt. Eine Vertrauensperson der betagten Erben des Künstlers hatte sich die Wertgegenstände im Schätzwert von 1,5 Millionen Euro nach und nach angeeignet und wurde rechtskräftig zu drei Jahren und vier Monaten Haft verurteilt. Die fast vollzählig sichergestellten Werke sind heute Teil des sog. grafischen Nachlasses. Dieser wurde 2014 durch das Land Rheinland-Pfalz u. a. mit Unterstützung der Kulturstiftung der Länder und der Stiftung Rheinland-Pfalz für Kultur aus dem Eigentum der beiden Urenkel des Künstlers angekauft und befindet sich heute im Landesmuseum Mainz. Dort wird der Nachlass im Max-Slevogt-Forschungszentrum wissenschaftlich bearbeitet. Eine Auswahl ist in Sonderausstellungen mit verschiedenen Themenstellungen in der Max Slevogt-Galerie, die sich in der historischen Villa Ludwigshöhe bei Edenkoben befindet, zu sehen.

### Küche

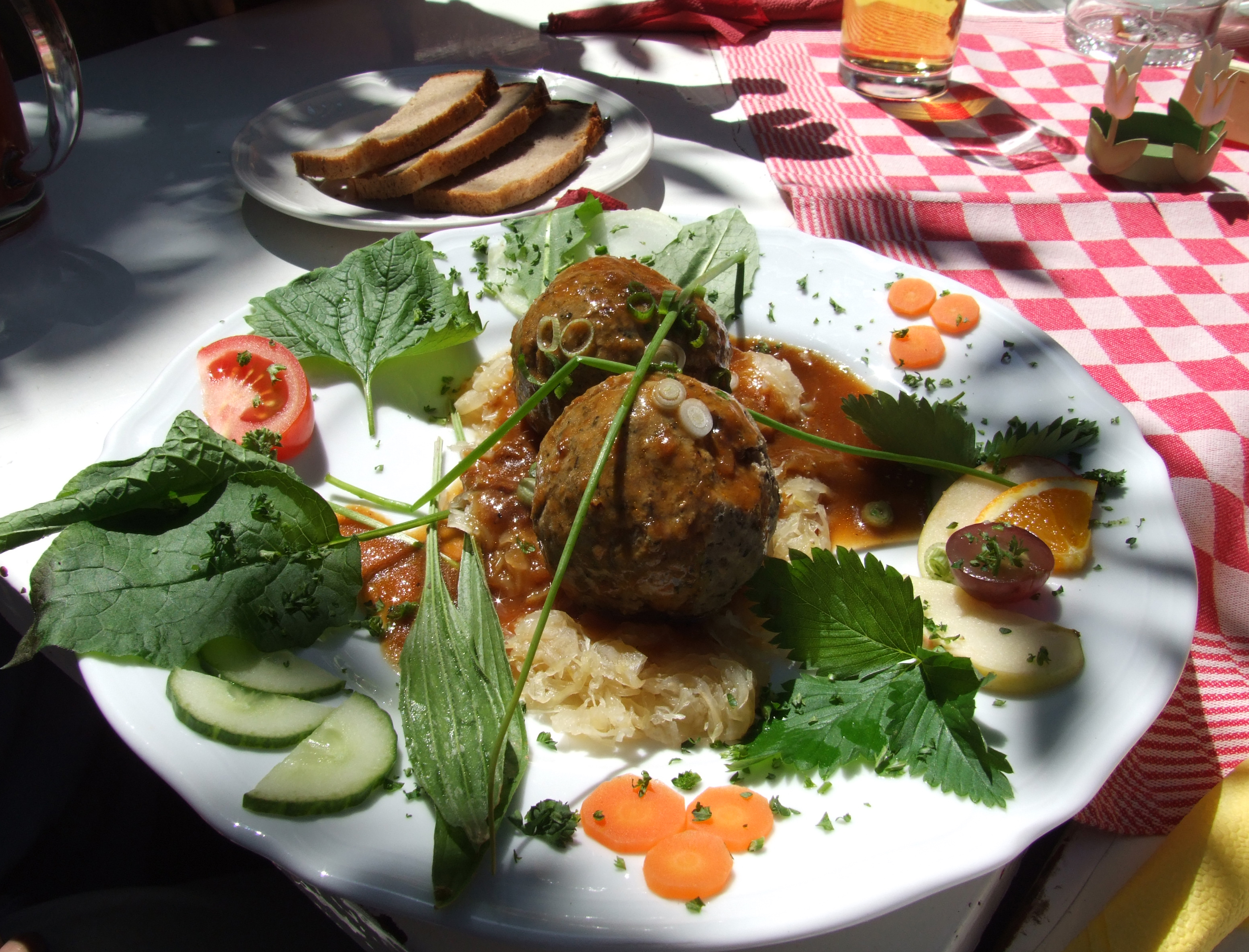
Läwwerknepp mit Sauerkraut, hier mit Brot und Wildkräutern als Dekoration

Die traditionelle Pfälzer Küche ist teilweise recht deftig und umfasst u. a. grobe Bratwürste, Saumagen, „Läwwerknepp“, „Handkees mit Musik“ (Handkäse mit Zwiebeln, Kümmel, Essig und Öl) sowie „Flääschknepp“ (in heißem Wasser gegarte Fleischklöße), die typischerweise mit Meerrettichsoße, Sauerkraut oder Weinknorzen, einer besonderen Art Roggenbrötchen, serviert werden. Legendär sind die „Gebreedelde“, die Pfälzer Bratkartoffeln, die häufig mit Majoran gewürzt und mit Speckstückchen oder Leberwurst angereichert werden. Auch „Grumbeere (oder: Gequellde) mit weißem Kees“ (Pellkartoffeln mit Quark) sind in der Pfalz ein beliebtes Gericht, ebenso Reibekuchen unter der Bezeichnung „Grumbeerpannekuche“. Als kleine Stärkung, etwa bei der Arbeit im Wingert oder auf einem Ausflug, gelten Weck, Worscht un Woi, also Brötchen, Fleischwurst und Wein. Backwaren sind z. B. Damp(f)nudle, die üblicherweise mit Weinsoße gereicht werden, Quetschekuche, der mit salziger Grumbeersupp gegessen wird, und Kärscheplotzer.
In den letzten Jahrzehnten hat, vor allem in der Vorder- und Südpfalz, die Gastronomie einen großen Aufschwung erlebt. Dabei spielt sicherlich die Nähe des Elsass eine Rolle und so gibt es inzwischen weit verbreitet auch in der Pfalz den Flammkuchen. Da in der Pfalz auch in immer größerem Maße Kastanien und Feigen geerntet werden, haben diese Produkte auf vielfache Weise Eingang in eine „südländische“ Variante der Pfälzer Küche gefunden.

### Sport

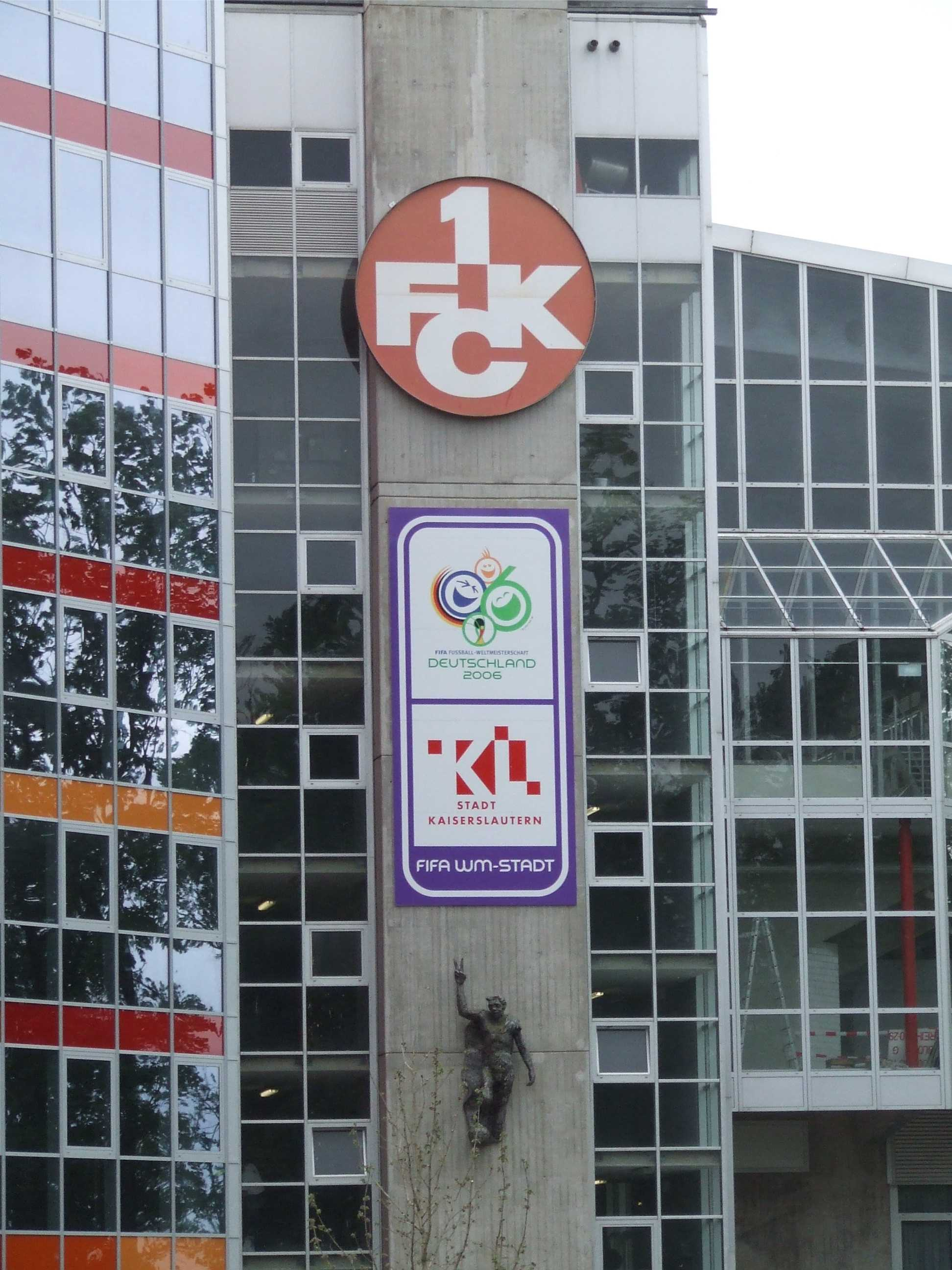
Fritz-Walter-Stadion mit dem Logo des 1. FC Kaiserslautern

Es gibt namhafte Sportler, die aus der Pfalz stammen oder dort heimisch geworden sind. Als Beispiele aufgeführt seien die Fußballer Fritz und Ottmar Walter, Horst Eckel, Werner Liebrich sowie Werner Kohlmeyer, sämtlich Mitglieder der Weltmeisterelf von 1954, Hans-Peter Briegel, Europameister 1980, Jürgen Kohler, Weltmeister 1990, sowie Miroslav Klose, Weltmeister 2014 und mit 71 Treffern Rekordtorschütze der Nationalmannschaft.
Der beinamputierte Leichtathlet Wojtek Czyz gewann bei Paralympics sowie Welt- und Europameisterschaften mehr als ein Dutzend Goldmedaillen, der Weitspringer Christian Reif wurde 2010 Europameister mit 8,47 m, und der Stabhochspringer Raphael Holzdeppe wurde 2013 Weltmeister (5,89 m) und 2015 Vizeweltmeister (5,90 m).
Populär waren in der zweiten Hälfte des 20. Jahrhunderts der Ringer Wilfried Dietrich und der Boxer Karl Mildenberger. Der Bahnradfahrer Gregor Braun war 1976 zweifacher Olympiasieger, der Turner Helmut Bantz gewann 1956 die Goldmedaille im Pferdsprung.
Die Heimatverbundenheit der Pfälzer äußert sich vor allem in der Beziehung zu dem Fußballclub 1. FC Kaiserslautern, der viermal die deutsche Meisterschaft gewonnen hat; seine Anhänger kommen aus der gesamten Region. Das Fritz-Walter-Stadion auf dem Betzenberg in Kaiserslautern ist die bekannteste Sportstätte der Pfalz. Es fasst knapp 50.000 Zuschauer und war während der Fußball-Weltmeisterschaft 2006 Austragungsort von fünf Spielen.

### Bedeutende Pfälzer
- Johann Philipp Abresch (Träger der schwarz-rot-goldenen Hauptfahne beim Hambacher Fest)
- Friedrich von Bassermann-Jordan (Weinbau-Unternehmer und -Historiker)
- Hugo Ball (Autor und Mitbegründer der Dada-Bewegung)
- Kurt Beck (Politiker, Ministerpräsident von Rheinland-Pfalz)
- August Becker (Schriftsteller und Begründer der pfälzischen Volkskunde)
- Ernst Bloch (Philosoph)
- Walter Bruch (Fernseh-Pionier)
- Paul Camille von Denis (Ingenieur und Eisenbahn-Pionier)
- Otto Dill (Maler)
- Hans Geiger (Physiker, Erfinder des Geiger-Zählers)
- Johannes von Geissel (Kardinal und Kirchenpolitiker)
- Johann Jakob Hemmer (Meteorologe, Physiker, Sprachforscher)
- Mathilde Hitzfeld (Freiheitskämpferin 1848/49)
- Helmut Kohl (Politiker, Bundeskanzler und Ministerpräsident von Rheinland-Pfalz)
- Ludwig Levy (Architekt, vor allem Planer von Synagogen)
- Paul Münch (Pfälzer Mundartdichter)
- Thomas Nast (in die USA ausgewanderter Karikaturist)
- Paul Josef Nardini (Seliger, Ordensgründer)
- Georg von Neumayer (Geophysiker und Polarforscher)
- Georg Michael Pfaff (Unternehmer)
- Hans Purrmann (Maler und Grafiker)
- Gernot Rumpf (Bildhauer)
- Otto Sartorius (Önologe und Weinbau-Unternehmer)
- Fritz Wunderlich (Musiker, lyrischer Tenor)